# 苏联
苏维埃社会主义共和国联盟（羅馬化：Soyuz Sovetskikh Sotsialisticheskih Respublik（發音ⓘ）），簡稱蘇聯，是1922年至1991年間存在於歐洲及亞洲的联邦制社會主義國家，其領土涵盖东欧大部分區域，以及幾乎整個中亞和北亞；最大疆域面积超过2,240萬平方公里，跨越11个时区，是當時世界上領土面積最大的國家。蘇聯依據《蘇聯憲法》規定實行聯邦制，由15個權利平等的苏维埃社會主義共和國按照自願聯合的原則組成。不過，蘇聯中央政府權力高度集中，其聯邦性質並不显著。蘇聯由苏联共产党一党执政，是世界上第一個完全實施社会主义制度及計劃經濟政策的國家。
1917年2月，俄罗斯帝国爆發二月革命，迫使皇帝尼古拉二世退位，沙俄帝國政府垮台，出現資產階級組織的臨時政府和无产阶级代表的苏维埃（俄語意為「代表大會」）並存的局面；同年11月，以列寧為首的社会民主工党（即布尔什维克，後改組為俄國共產黨）領導底層工農和革命士兵，發動十月革命，推翻執政不到八個月的臨時政府，建立蘇維埃俄國（蘇俄）。忠於皇帝的武裝势力聯合富農、地主等資產階級組成白軍，與俄國共產黨領導的紅軍展開內戰爭奪政權，最終紅軍擊敗各路白軍勢力和干涉此戰的多國軍隊，於1922年10月取得內戰的勝利，巩固政權；同年12月30日，蘇俄和白俄羅斯、烏克蘭、外高加索聯邦簽署《苏联成立条约》，蘇聯成立，並後續納入更多加盟國，版圖不斷擴張。1924年蘇聯首任領導人列寧逝世後，苏联共产党中央委员会總書記约瑟夫·斯大林從政治鬥爭中勝出，獲得蘇聯的领导權。经济上，斯大林以計劃經濟模式作保障，在经济大危机期間仍保持经济持续发展，引起的西方移民苏联潮，同时推行大規模重工業化使苏联短时间从农业国转变成工业国，政治上强调性別平等、设立福利制度但也發起大清洗，致使逾百萬人在社会主义国家内的政治路线斗争中遭到整肅。
第二次世界大战前，透過苏德互不侵犯条约、蘇日中立條約等，蘇軍從此進入東歐多國，與纳粹德国分庭抗禮，直到希特勒夥同其僕從國於1941年6月入侵苏联，苏德战争爆發，在這場規模空前龐大、戰況格外激烈、死傷極其慘重的反法西斯戰爭中，蘇聯紅軍反守為攻，1945年4月擊敗德國，标志着二戰歐洲戰場的終結。戰後蘇聯控制曾被德國占領的一眾東歐國家，并與美国、英国、法国瓜分德意志第三帝国（納粹德国）和奥地利，憑藉土地、人口等資源的龐大體量以及雄厚的軍事實力躋身為美國之後的世界上又一個超级大国，並成為联合国的創始會員國暨常任理事國，更是聯合國歷史上少有的“三票”主權國家，在各類國際事務中掌握話語權。二戰結束後，出於意識形態和政治制度的對立，以及對世界霸權的爭奪，蘇聯及其卫星国結成社会主义陣營，並與以美國為首的资本主义陣營開啟近半個世紀的冷战，形成兩極化的國際政治格局。蘇美雙方分別主導成立华沙条约组织（華約）及北大西洋公約組織（北約），以代理人戰爭在全球範圍內展開一系列政治較量，並大力發展核工業與航天技術，進行核軍備競賽與太空競賽，一度引發核战争危機，同時也將人類科技文明推向巔峰。不過，蘇聯与同属社会主义陣營的中华人民共和国、南斯拉夫等也曾產生尖銳的矛盾。
1980年代初期，蘇聯的石油出口額因国际油價下跌而缩水，加之長年的軍備、太空競賽以及為改善民生而大力施行的福利政策對國庫造成嚴重損耗，蘇聯的經濟發展被拖垮，居民生活水平下降，國力愈發落後於美國。1980年代末至90年代初，随着民族矛盾的爆發及东欧剧变對共产主义思想的衝擊，蘇聯的紅色聯邦體系開始瓦解，同时根据宪法各加盟國紛紛退出蘇聯恢复獨立。1991年12月25日，蘇聯總統戈尔巴乔夫辞职，次日最高苏维埃宣布苏联停止存在，成立69年的苏联就此解體。叶利钦領導的俄羅斯聯邦作為蘇聯最大加盟國，繼承蘇聯主要的經濟、軍事力量和國際地位，但在人口損失近半的情況下，舊時的強盛局面已不復存在。蘇聯解體後，其大部分加盟國組成獨立國家聯合體，在各自擁有獨立主權的前提下繼續合作。原為蘇聯衛星國的東歐國家則由於意識形態因素、國土安全和民生經濟發展需要，陸續加入以美国和歐盟為代表的西方陣營（北約等）。

## 名稱
苏联全称为苏维埃社会主义共和国联盟，“苏维埃”（羅馬化：Sovet）是俄语词汇音译，意为“集会”、“罢工大会”、“代表会议”或者“议会”。苏维埃共和国本意即为以“议会模式”建立的共和国。
苏联15个加盟国的官方语言名称为：
- 俄語：，羅馬化：Soyuz Sovetskikh Sotsialisticheskikh Respublik
- 烏克蘭語：，羅馬化：Soiuz Radianskykh Sotsialistychnykh Respublik
- 白俄羅斯語：，羅馬化：Sayuz Savyetskikh Satsyyalistychnykh Respublik
- 烏茲別克語：，羅馬化：Sovet Sotsialistik Respublikalari Ittifoqi
- 哈薩克語：，羅馬化：Sovettik Sotsıalıstik Respýblıkalar Odaǵy
- 喬治亞語：，羅馬化：Sabch'ota Sotsialist'uri Resp'ublik'ebis K'avshiri
- 阿塞拜疆語：，羅馬化：Sovet Sosialist Respublikaları İttifaqı
- 立陶宛語：
- 摩爾多瓦語：
- 羅馬尼亞語：
- 拉脫維亞語：
- 吉爾吉斯語：，羅馬化：Sovettik Sotsialisttik Respublikalar Soyuzu
- 塔吉克語：，羅馬化：Ittihodi Çumhurihoji Şūraviji Sosialistī
- 亞美尼亞語：，羅馬化：Khor'hr'dayin Soc'ialistakan Hanrapetut'yunner'i Miut'yun
- 土庫曼語：，羅馬化：Sowet Sosialistik Respublikalary Soýuzy
- 愛沙尼亞語：

除俄语外的上述14种语言中，乌兹别克语、哈萨克语、阿塞拜疆语、摩尔多瓦语、吉尔吉斯语和土库曼语使用“苏维埃”原词或同源词，余下则采用本地语言中意为“会议”的词汇作为翻译。
苏联使用俄罗斯语，以莫斯科为首都，俄罗斯人占比最高，第一个苏维埃国家是苏俄（且领土最大），实际上以俄罗斯为主体，苏联在中文语境中有时也会被错误地通称为“俄罗斯”或者“苏俄”（苏俄其实是苏联的构成国之一）。在英语中也同样如此，例如牛津词典中对于“Russian”一詞的解释有“歷史上一般代指前苏联國民”的义项。
中苏交恶期间，中华人民共和国官方认为苏共领导下的苏联走了“修正主义”路线，因此如称呼美国“美帝”（美帝国主义）般称呼苏联“苏修”。文革后少用。
在苏联解体之后，苏联不复存在，大部分被俄罗斯联邦所继承。

## 歷史

### 列寧時期

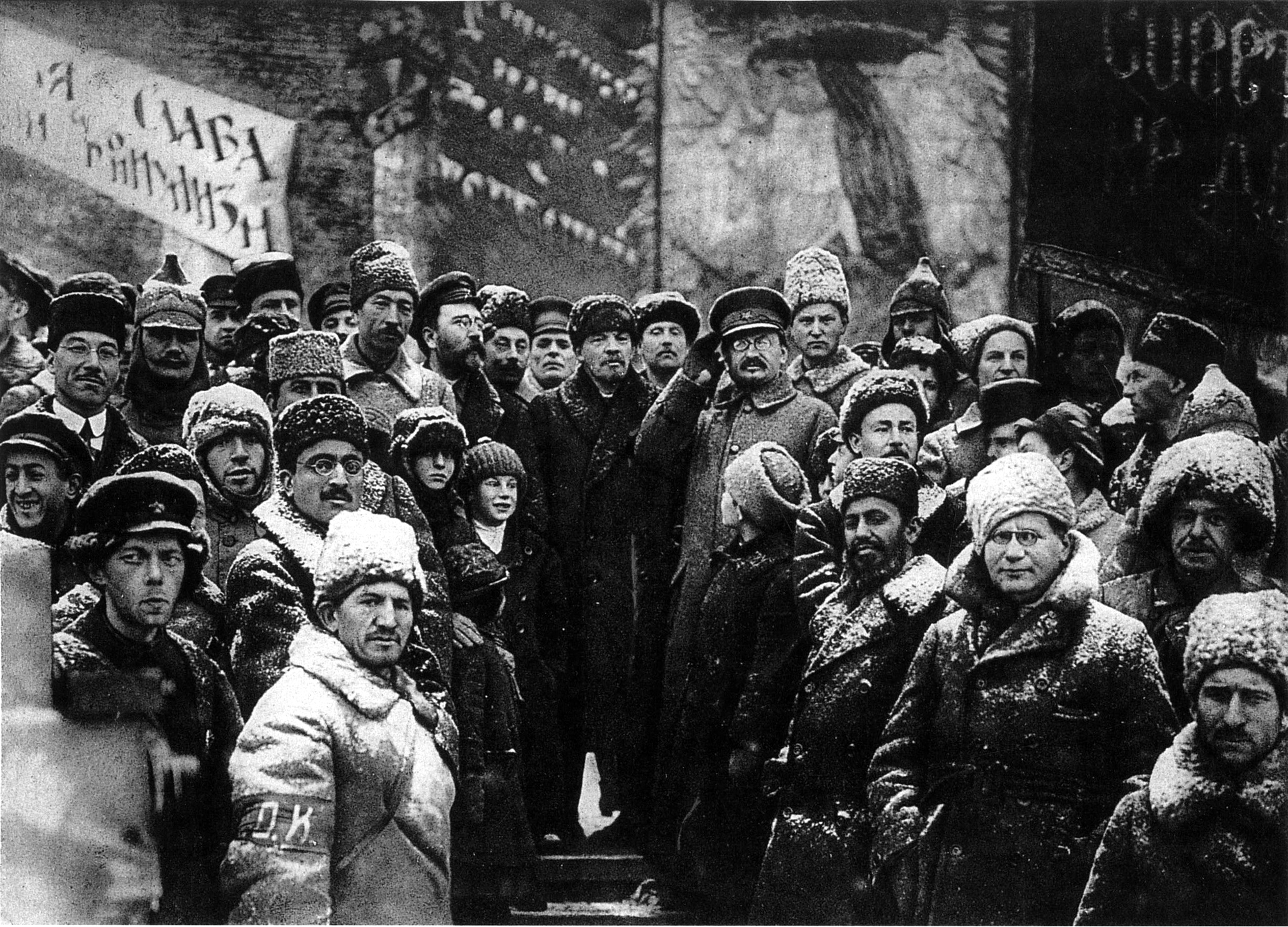
1919年列宁、列夫·托洛茨基同列夫·加米涅夫庆祝十月革命胜利二周年

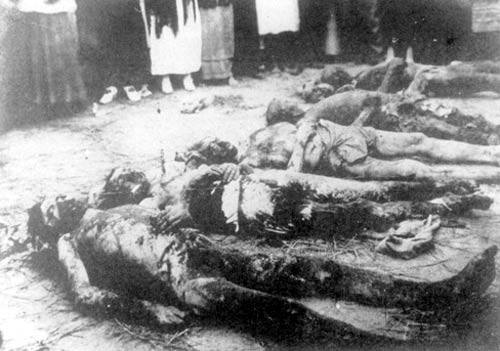
紅色恐怖的受害者－被蘇聯秘密警察契卡殺害的平民

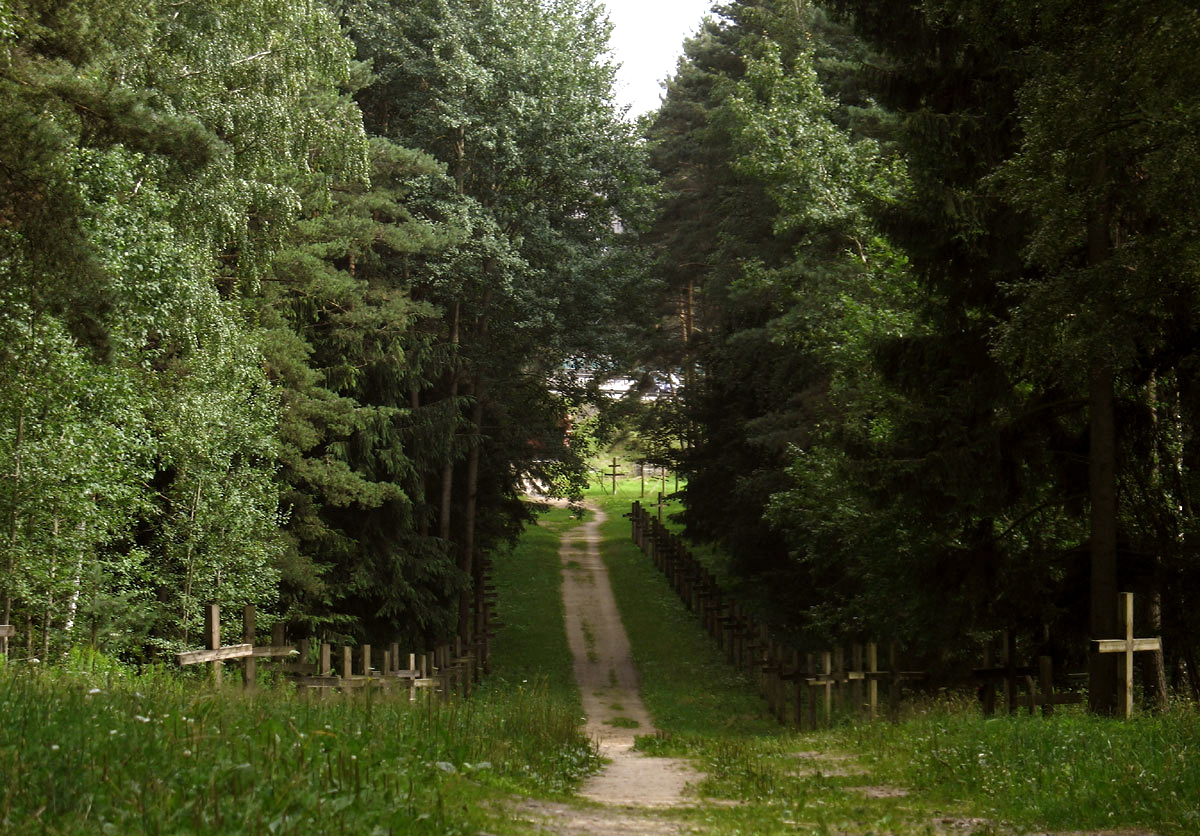
白俄羅斯庫拉帕蒂森林是前蘇聯最大的政治迫害受害者公墓。蘇聯解體後，一些秘密檔案對外開放，記錄了二戰前蘇聯秘密警察在此槍殺並埋葬了250000人。

第一次世界大戰期間的1917年3月，俄國二月革命爆發，皇帝尼古拉二世下台，君主制俄羅斯帝國灭亡，出現由市民階級組織的臨時政府和工人士兵代表的蘇維埃（俄語意為「代表会议」）並存的局面。最後以弗拉基米尔·伊里奇·乌里扬诺夫為首的俄國社會民主工黨（布爾什維克）聯合其它左翼政黨在聖彼得堡發動起義，從臨時政府手中奪取政權，並於選舉後暴力解散俄國立憲會議（由全民直接选举产生。左翼俄国社会革命党得票率超过50%，居第一位；布尔什维克党得票率仅为25%。然而以布尔什维克为首的苏维埃政权不承認這一選舉結果，苏维埃政权有自己的苏维埃大会，自然不会承認已经被自己推翻的临时政府的权力机关）史稱十月革命及一月劇變。革命後改國名為俄羅斯蘇維埃聯邦社會主義共和國，簡稱蘇俄，其後與德意志帝国霍亨索伦王朝及其盟國奥匈帝国的哈布斯堡王朝簽訂《布列斯特-立陶夫斯克条约》，退出第一次世界大戰。
1918年11月11日第一次世界大戰結束以後，英國、法國、日本、波蘭、美国等國因不滿俄国單方面退出對德意志帝国的戰爭，以及沙俄國債務等問題，對俄國革命進行武裝干涉（其中包括北洋军阀统治下的中华民国）。恰在此时，原俄罗斯帝国境内持完全不同政治主张的各派势力——包括支持恢复帝制的保皇党、支持建立全民普选民主的共和派、被布尔什维克党定性为假社会主义而遭镇压的社会主义者（如左翼俄国社会革命党和孟什维克）、东正教会的虔诚信徒等代表富農、地主和資產階級利益的力量，不得不联合起来对抗布尔什维克党，組織起数量庞大、所占地域极其广阔的白軍，由高尔察克、邓尼金、弗兰格尔、尤登尼奇等分别在各地指挥，发起反對俄罗斯苏维埃共和国的苏俄内战。原俄罗斯帝国境内的各少数民族趁此俄国内战的良机，也相继建立数个独立主权国家，如西蒙·彼得留拉的乌克兰人民共和国、白俄罗斯人民共和国、西乌克兰人民共和国、格鲁吉亚民主共和国、库班哥萨克建立的库班人民共和国等，宣布脱离俄罗斯而独立。
由于白軍内部矛盾激烈，组成白军的各派势力争权夺利、内斗不断，白军组织松散，没有建立一个真正服众的政治核心，所以經過近4年的（1917年11月—1921年的反抗白军、乌军、黑军、绿军等和协约国武装干涉的战争）的俄国内战，在1921年，布尔什维克党领导下的蘇維埃紅軍擊敗白軍，处决高尔察克，将邓尼金、弗兰格尔、尤登尼奇等人赶出国境；并击败14个帝国主义国家的外国军队的聯合武裝干涉，逼迫美国、英国、法国从列宁格勒、乌克兰和外高加索撤军，逼迫美国、日本和中国从西伯利亚撤军；消灭乌克兰人民共和国、格鲁吉亚民主共和国等宣布脱离俄罗斯独立的少数民族政权，保卫新生的苏维埃政權，使其生存下来。战时，为了集中全国力量，消灭敌人，苏俄实行战时共产主义政策，帮助新生的苏维埃政权挺过国内战争的危机。战后，战时共产主义继续实行，产生诸多社会矛盾，发生喀琅施塔得起义。为解决国内矛盾，缓解政治危机，1921年3月21日的俄共（布）第十次全国代表大会决议通过新经济政策，代替先前施行的战时共产主义。
1920年4月，苏俄红军于反击在第一次世界大战后刚刚建立的波蘭对苏俄内战的干涉时攻入波兰境内，准备通过军事行动先解放波兰，进而推动世界革命解放整个欧洲。德国共产党、法国共产党和意大利共产党在西欧对俄罗斯苏维埃共和国军队的军事行动多有响应。最终鉴于苏俄内部矛盾重重以及外国干涉军和内部问题，苏俄红军在华沙战役打响后不久被撤回，苏联与波兰签署互不侵犯条约，划分国界，世界革命与解放全欧洲的计划暂告一段落。

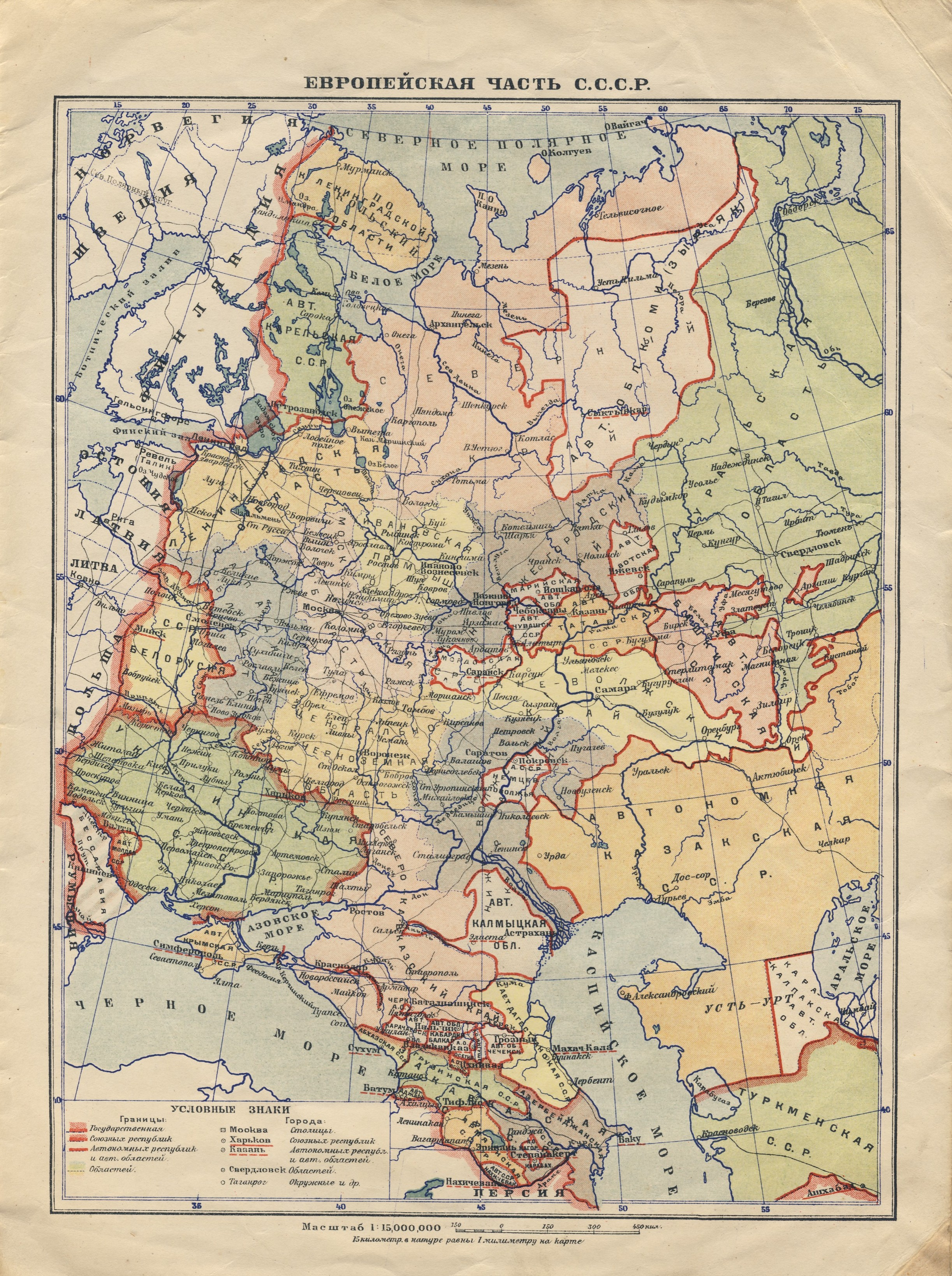
苏联成立到1930年代末的西部边界

1922年12月30日，由俄羅斯、烏克蘭、白俄羅斯和外高加索聯邦共同签订《苏联成立条约》，組成的蘇維埃社會主義共和國聯盟（簡稱蘇聯）正式成立。
由于多年战争，苏俄的生产力大大减弱。1921年的重工业产量只有一战前1913年的20%，1918年至1920年，彼得格勒失去的75%的人口，莫斯科减少50%。7年的战争加之严重的干旱造成巨大的灾荒，全俄约300万人至1,000万人饿死。发挥重大威力的战时共产主义政策在和平时期再也无法推行，农民们普遍抗粮不交，粮食的征收不得不动用军队才能完成。农民与工人的罢工活动甚至将矛头指向苏维埃政权。发生在坦波夫的叛乱席卷全国，甚至连十月革命的中坚分子喀琅施塔得水兵也打出“不要共产党的苏维埃”的口号参与叛乱。于是，列宁转而实行较接近资本主义的新经济政策。新经济政策使苏联的生产力恢复至1913年的水平，然而，苏联依然落后于西方国家。斯大林和共产党内多数人认为，新经济政策不仅损害共产主义的政治理想，也没有足够优秀的经济表现，甚至连建立社会主义社会的构想都没有。
1924年1月21日，列寧逝世，苏共總書記約瑟夫·斯大林在1924—1929年间动用政治手腕，先在1924年联合季诺维耶夫和加米涅夫排擠托洛茨基，又在1926年联合公认的党内右派（支持延续新经济政策）布哈林击败党内左派——托洛茨基、季诺维耶夫和加米涅夫的“托季联盟”，最终在1929年打倒布哈林，夺得最高權力并彻底结束新经济政策。蘇聯進入斯大林時期。

### 斯大林时期

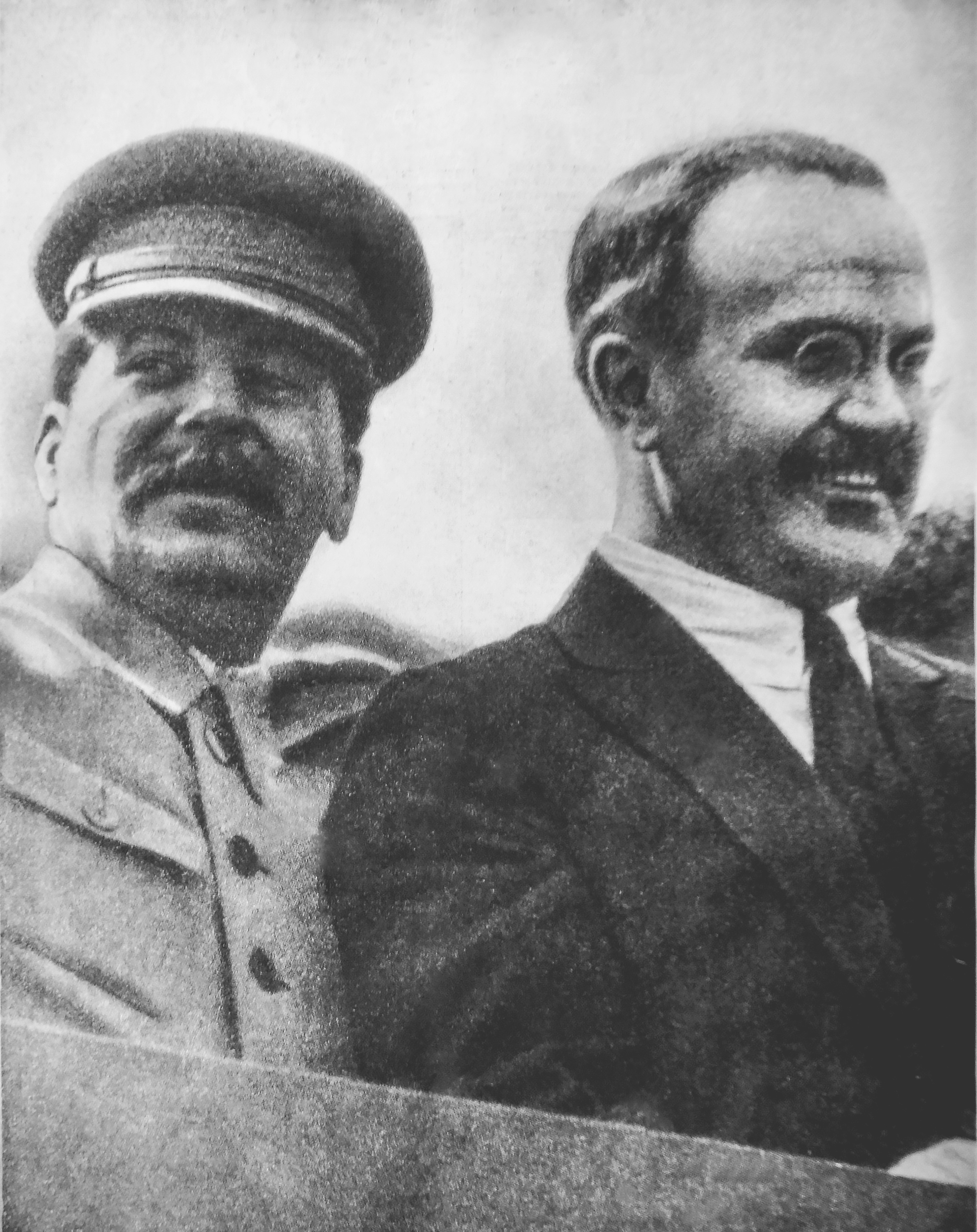
斯大林和莫洛托夫

列宁时代的新经济政策曾经将苏联的工农业生产总值恢复至1913年的水平。斯大林和共产党内多数人认为，新经济政策不仅损害共产主义的政治理想，也没有足够优秀的经济表现，甚至连建立社会主义社会的构想都没有。因此斯大林主义者认为，苏联必须加速工业化进程，以赶超西方发达国家。在1920年代末期，斯大林发起一波激进的经济改革，对苏联的工业和农业实施彻底改造。这个被称为“大转向”的经济改革，意味着斯大林对之前列宁从1921年春天俄国内战结束后就一直坚持实行的较接近资本主义的新经济政策的全面摒弃。
斯大林的经济改革並非人人都接受，斯大林为巩固个人地位和成功，通过残酷的手段打击政治对手。在1934年时任列宁格勒州委书记基洛夫被暗杀后以“肃清反革命”为由展开大清洗，此后数以千万计的人被送进劳改营甚至遭到处决，在大清洗中被处决的人中包括十月革命时期的布尔什维克主要领导人季诺维也夫、加米涅夫、李可夫和布哈林，以及实际执行大清洗的秘密警察领导雅戈达和叶若夫。斯大林也以1932年苏联大饥荒（尤其是乌克兰大饥荒）等失败的农业政策而闻名（強制共產工業化），他也是整个西方世界普遍公认的独裁者，殘害無數政治異見分子。

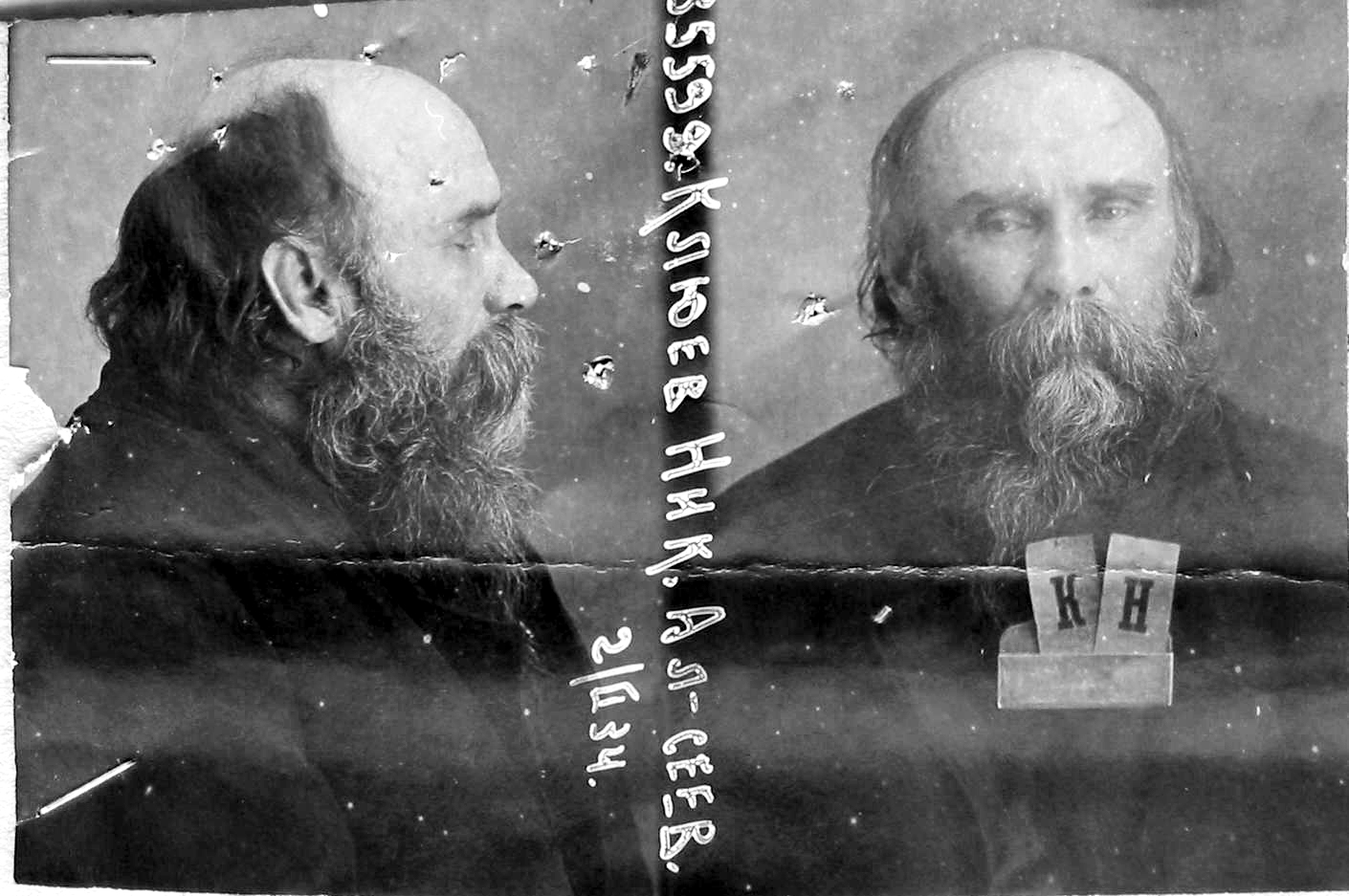
尼古拉·克柳耶夫，作家，1937 年被處決，蘇聯大規模鎮壓中最臭名昭著的受害者

美国历史评论家詹明信曾评论到：“斯大林……成功地完成他的历史使命，无论是在社会还是在经济方面”，认为斯大林带给人们一个“现代化的苏联，把一个农业社会成功的转变为一个拥有受过教育的人民和拥有科学上层建筑的工业国家。”但罗伯特·康奎斯特反对这样的结论，指出“俄罗斯在第一次世界大战之前就已经是排名第四至五之间的工业经济体”，并认为俄罗斯的工业发展的进步完全可以脱离农业集体化、饥荒和恐怖政策。根据他的说法，苏联工业上的成就远远小于他们所宣称的那样，苏联式的工业化实际上不过是“一个反创新的死胡同”。
20世纪30年代开始，西方采用「绥靖政策」安抚希特勒，并姑息纳粹德国吞并奥地利、捷克斯洛伐克，同意纳粹德国在东欧和中南欧自由行动，使得苏联觉得西方国家企图将法西斯「祸水东引」。苏联在多次提出和英法结盟而不果，英法却相继同纳粹德国发表带有互不侵犯性质的《英德宣言》和《法德宣言》；与此相反，纳粹德国外长里宾特洛甫却多次向苏联提出希望改善彼此关系。此后，在1939年，苏联采取「祸水西推」的策略派遣外长莫洛托夫与纳粹德国结盟秘密签订《德蘇互不侵犯条约》。

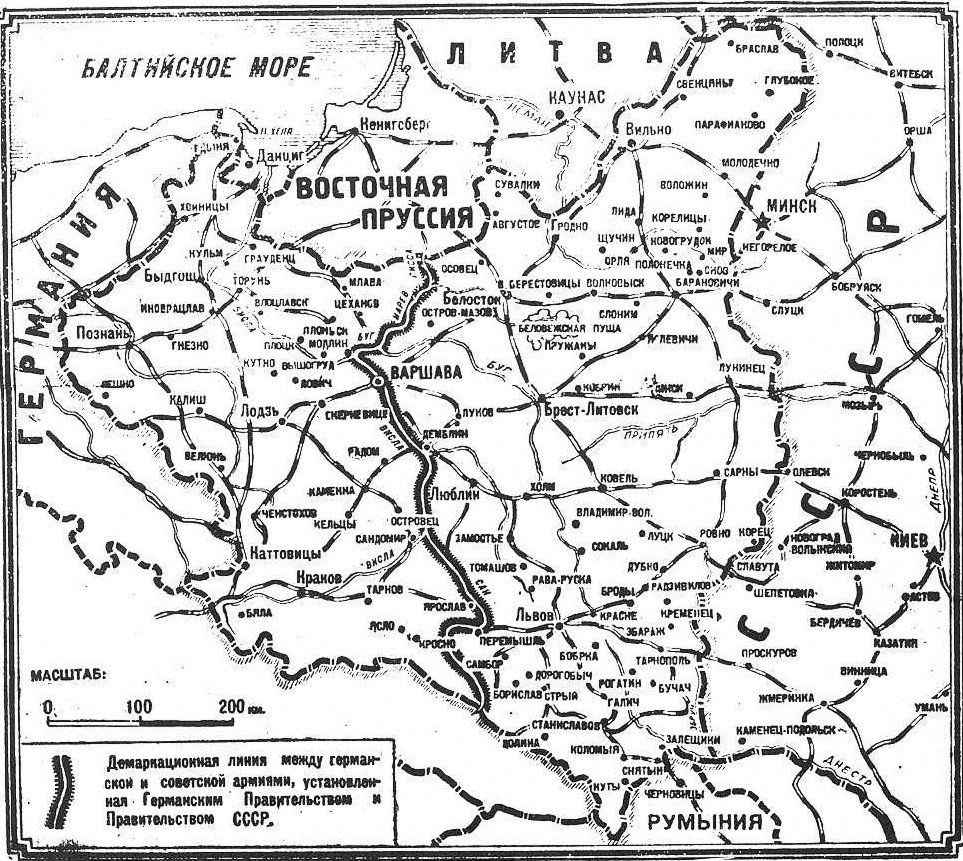
1939年苏联和纳粹德国按照秘密协定瓜分了波兰

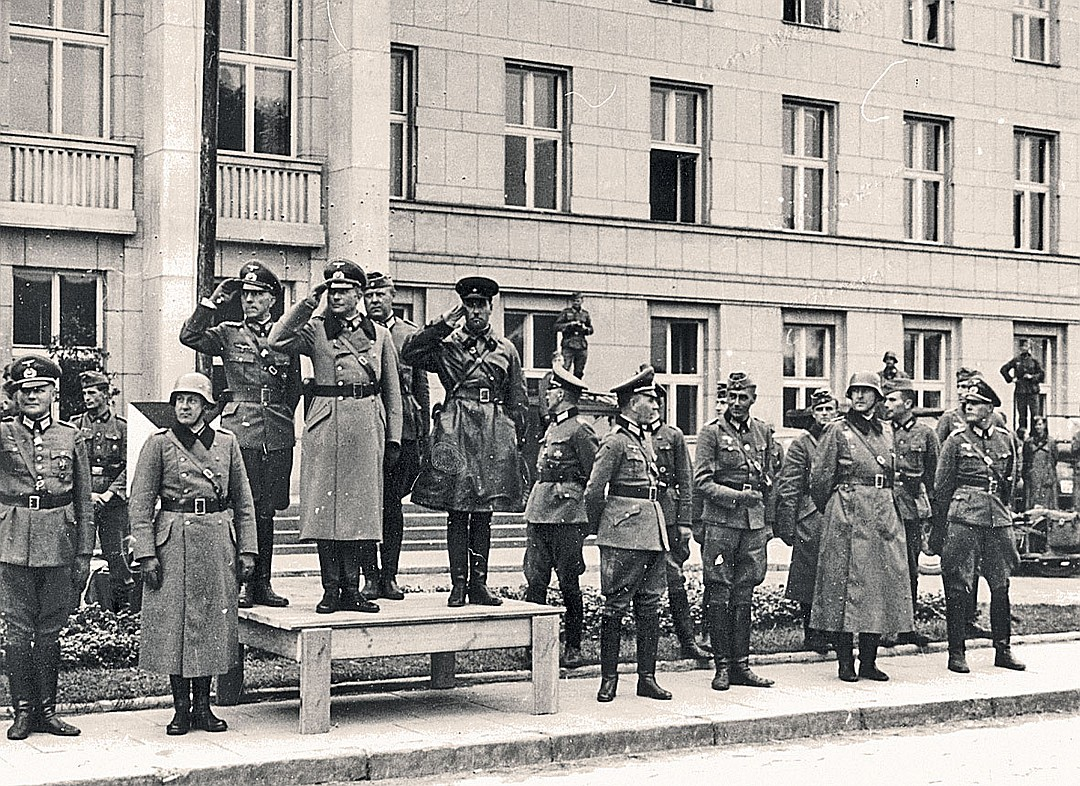
1939 年 9 月 22 日，白俄羅斯布列斯特，德蘇勝利遊行

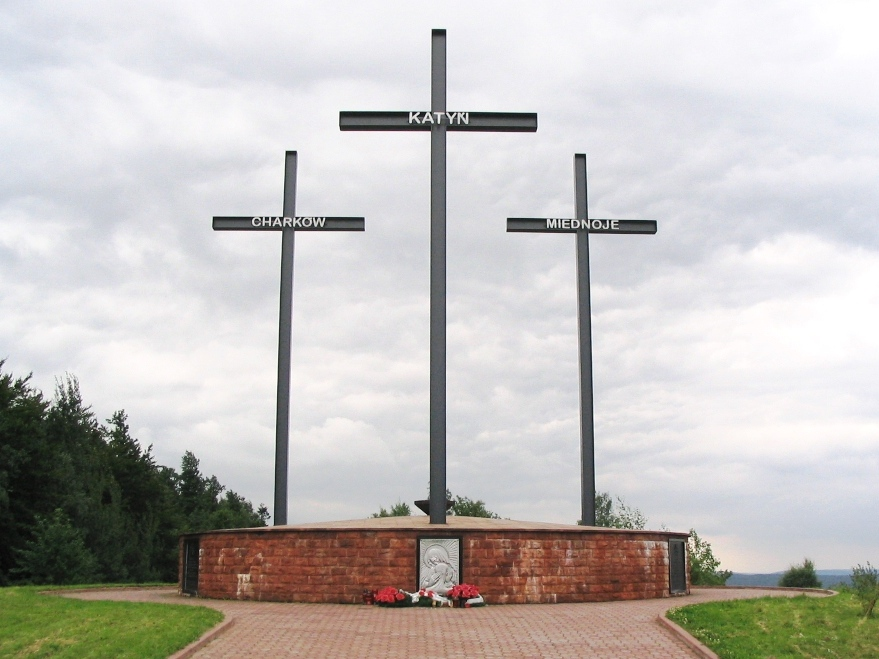
俄羅斯卡廷森林，蘇聯軍隊處決被俘波蘭軍官的地方

1939年9月纳粹德国与苏联协同发动的波兰战役令二戰爆发后，按照该条约划分的势力范围，苏联以「建立防止德国入侵的东方战线」的名义，于9月17日出兵与德国瓜分波兰，並發動冬季战争使芬蘭割出西卡累利阿并占领羅馬尼亞王國的南比萨拉比亚和北布科维纳部分地区，使这兩国对苏关系恶化並親近德國。并在波兰卡庭森林处决近两万名波兰战俘。1940年7月爱沙尼亚、拉脱维亚、立陶宛被红军占领并强行并入苏联，又强行让罗马尼亚割让摩尔达维亚（摩尔多瓦）给苏联，这些行为加速其周边国家向法西斯轴心国的靠拢，也使得苏联在苏德战争初期颇不得人心。亞洲方面，1941年4月13日，苏联与日本签订《苏日中立条约》，互相承认满洲国和蒙古人民共和国，东北抗联从满洲撤入苏联境内。并将中东铁路卖给满洲国。
1941年6月22日，纳粹德国联合其他軸心国盟友对苏联发动巴巴羅薩行動，苏联红军在战争初期严重失利，苏军遭受重大军事损失，在开始的头一周苏军就损失九百架飞机、几千门火炮、一千多辆坦克与几十个正规师。之后，苏德战场成为欧洲大陆的主战场。1941年秋天，德国军队已攻到莫斯科西北近郊，当时苏联政府与各国使节转到现在位于南方的萨马拉市。11月7日当天，苏联领导人斯大林抵达被围困的莫斯科市并举行盛大的阅兵典礼，所有校阅部队在典礼后立即开赴战场。此活动振奋人心。当年苏联政府将此悲壮仪式拍成纪录片在各地播放，在二战时对团结国家民心发挥极大效果，为苏联争取最后胜利奠定坚实的基础。蘇軍最終在莫斯科战役擊退德軍。1943年初，苏军经过浴血奋战，获得斯大林格勒战役的胜利后，擊溃軸心国軍隊，並在庫尔斯克会战大胜德軍，苏军在战场上掌握主动，1944年蘇軍攻勢猛烈，東歐三国匈牙利、羅馬尼亞、保加利亞向蘇聯投降，德軍全線崩潰。1945年5月1日，苏联红军占领纳粹德国首都柏林，同年5月8日纳粹德国投降，欧洲战事结束。1945年8月8日，苏联红军对日本宣战，出兵中国东北和朝鲜半岛北部，全歼日本关东军，虽然苏联和日本的双边关系在1956年签署《日苏共同宣言》后正常化，但是两国却因在北方四岛的领土争端而未签署和平协议。
1944年10月，图瓦人民共和国加入蘇聯。1945年，苏联与中国代表签订《中苏友好同盟条约》，根据双方协议，中華民國政府按公投結果決定承认蒙古人民共和国的独立地位。1945年後，由于苏联控制中国满洲（中国东北）及蒙疆（内蒙古）的部分地区，中国共产党中央委员会主席毛泽东欲接管满洲，以便能更好的与蒋介石的中华民国国民政府继续展开武装斗争。而斯大林则为了避免和美国支持的蒋介石国民政府进一步加深冲突，拒绝毛泽东的要求，决定在中国推行“联合政府”政策。尽管如此，苏军于1946年在撤离满洲回国之前，依然为中共抢占满洲的真空地带提供很多便利条件，例如苏联红军曾经把缴获自日本关东军的部分日本武器移交给中共将领林彪的东北野战军。苏联情报机构将军帕维尔·苏杜普拉图夫在其1994年出版的个人回忆录《特殊使命》中说，苏联在1948年中国人民解放军发动辽沈战役、淮海战役、平津战役、渡江战役这些战略进攻行动期间特意引发“第一次柏林危机”，是斯大林和毛泽东共同协商而做出的一个重大战略计划，他们想以此转移美国对中国国共内战的战略注意力，将美国的援助重心牵制在欧洲，减少美国对敌视中共的蒋介石领导下的国民党军队的援助力度。1950年，蘇聯與中華人民共和國簽定《中蘇友好同盟互助條約》的條約，承認外蒙古獨立的现状，蘇聯租用旅順及大連軍港。苏联承诺1952年底前无偿交还长春铁路，在签订对日和约和最迟不超过1952年底撤出旅顺港。

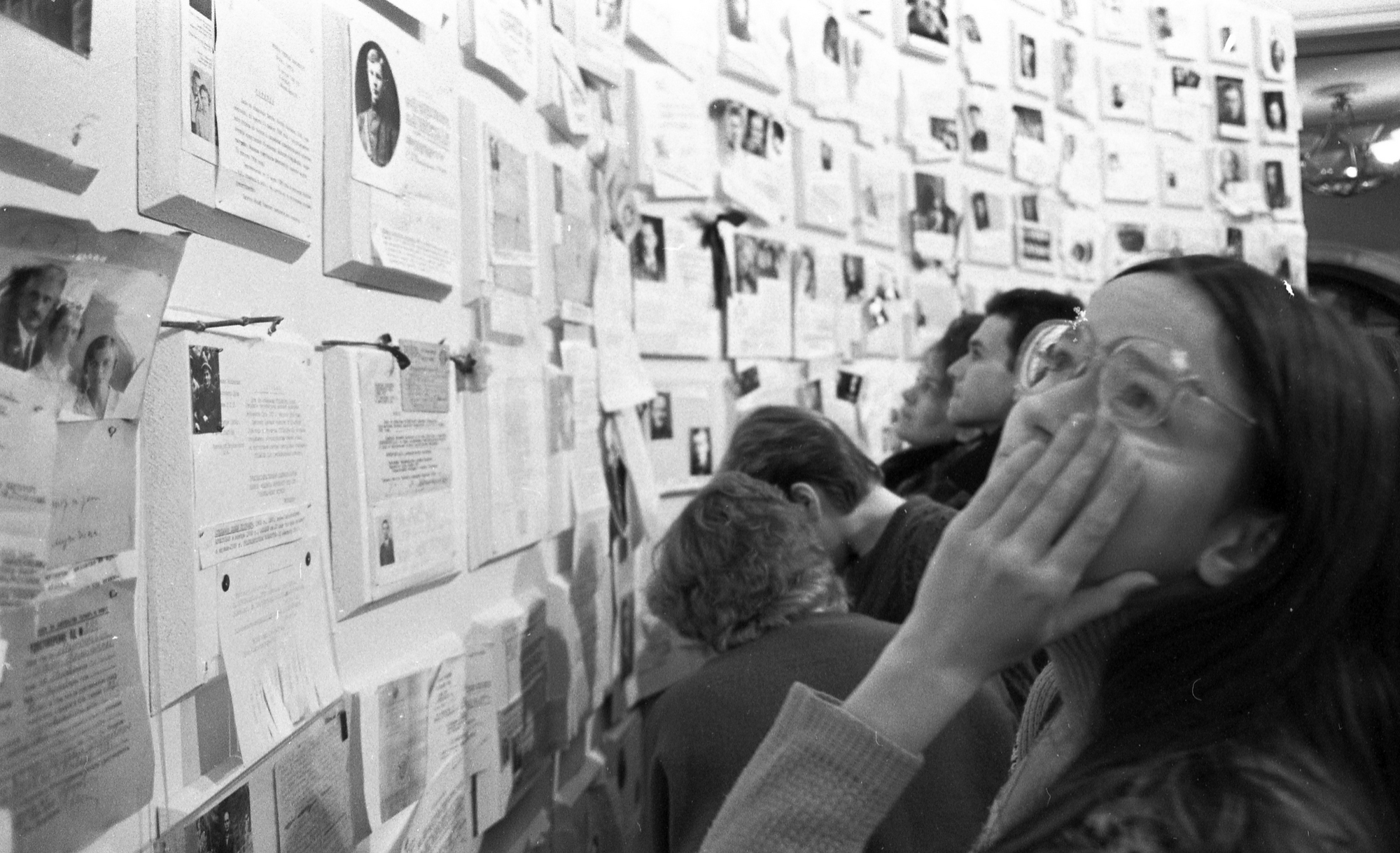
1988年，莫斯科舉辦紀念古拉格受害者的展覽

在朝鲜战争中，金日成曾经得到斯大林很多帮助，苏联空军秘密参加朝鲜战争，中国人民解放军空军前司令王海承认虽然被施加很多限制（如只能在平壤及平壤以北的米格走廊作战，不准在海上或韩国领空作战，作战时必须穿着中国人民志愿军或朝鲜人民军军服，空中联络时必须使用汉语或朝鲜语），但朝鲜战争初期“空战仍然主要是苏联空军打的”。虽然朝鲜在战前希望达到的统一朝鲜半岛目标并没有实现。
1947年9月，苏联、波兰、南斯拉夫、匈牙利、保加利亚、罗马尼亚、捷克斯洛伐克、法国和意大利九国共产党的代表在波兰召开会议，宣告成立共产党情报局。由于在巴尔干联邦和希腊内战问题上铁托和斯大林的矛盾，蘇聯和南斯拉夫之间开始相互指责，同时苏联把南斯拉夫共产党开除出情报局，1948年莫斯科通知铁托，苏联决定撤回全部在南的苏联专家和工作人员，双方正式交恶。
因美國及西歐各國成立北大西洋公约组织，苏联倍感威胁因此在1955年成立华沙条约组织抗衡，冷戰格局已經浮現。

### 赫鲁晓夫時期

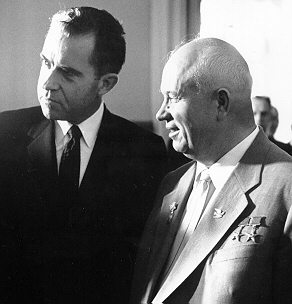
1959年7月尼克松与赫鲁晓夫在莫斯科

1953年3月5日，斯大林突然病逝，马林科夫继任苏联部长会议主席，并成为苏共中央主席团排名第一的领导人，但九天后马林科夫便辞去党内职务，赫鲁晓夫取代马林科夫并于同年9月出任苏共中央第一书记，在之后的数年里赫鲁晓夫在政治斗争中相继击败贝利亚、马林科夫和莫洛托夫并掌握最高权力，与米高扬、苏斯洛夫等人形成集体领导制度。此後，蘇聯進入赫鲁曉夫時期。
在此期间，赫魯曉夫結束秘密警察，釋放數百萬政治犯，允许被流放的少数民族返乡，為近2,000萬人恢復名譽，并于1960年关闭臭名昭著的古拉格系统。赫魯曉夫在苏共二十大上发表秘密报告，全面批判斯大林，一度引發東歐社會主義盟國的分裂，激發波兰哥穆尔卡新政府的反苏情绪，和以知识分子组成的“裴多芬俱乐部”推動政治改革卻因蘇聯出兵鎮壓而終結的匈牙利事件。
赫魯曉夫推行多項改革措施，例如試圖廢除官僚終身制。這招致以勃列日涅夫為首的保守派官僚集團全面反撲，最終導致赫魯曉夫倒台。
在太空科技領域，蘇聯取得令世人矚目的成就，苏联于1957年发射的史普尼克一号成为世界上首个成功进入行星轨道的人造卫星，苏联宇航员尤里·加加林在1961年成为世界上首个进入太空的人类，苏联宇航员瓦莲京娜·捷列什科娃在1963年成为世界上首位女性宇航員，苏联宇航员阿列克谢·列昂诺夫在1965年成为世界上首个完成太空行走的人类。
1960年，中蘇決裂。毛泽东领导下的中国共產黨在1963年相继发表九评苏共中央公开信，谴责赫鲁晓夫的批判斯大林与搞经济改革，是背叛马克思列宁主义，搞修正主义即“蘇修”。霍查领导下的阿尔巴尼亚公开支持中共谴责苏联，金日成领导下的朝鲜民主主义人民共和国也在内部文件中赞成中共（但朝鲜在公开场合中于苏联和中华人民共和国之间左右逢源，保证自身的最大利益。）苏修这一称号一直延续到1980年代邓小平和阿利雅分别在中华人民共和国和阿尔巴尼亚上台并实行经济改革后才废止不用。
1959年，作为苏联经济改革的一部分，赫鲁晓夫在苏联首都莫斯科举行“美国商品展览会”，将百事可乐等美国著名商业品牌引进苏联与东欧市场，同时与时任美国副总统理查德·尼克松进行“厨房辩论”。赫鲁晓夫在苏联国内的经济改革在1968年勃列日涅夫镇压捷克斯洛伐克布拉格之春后陷入停滞。

### 勃列日涅夫時期

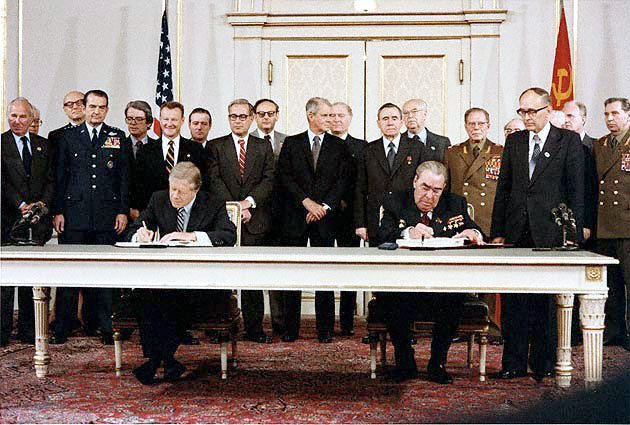
1979年6月卡特与勃列日涅夫签订《第二阶段限制战略武器条约》

1964年10月14日，赫魯晓夫被以不流血政变方式被迫下台，勃列日涅夫取代其出任第一書記，成為最高領導人，他在解除谢列平等人的威胁之后，跟作为政府首脑的部长会议主席柯西金和作为国家元首的最高苏维埃主席团主席波德戈尔内一起建立“三驾马车”的集体领导体制。蘇聯進入勃列日涅夫時期（停滯時代/集權主義的復辟）。在此时期内，蘇聯的軍事實力已經跟上美國；但是，蘇聯整體經濟水平依然落后于美国。勃列日涅夫為了改善此狀況，通過推行福利體系來提高蘇聯民眾的生活水平，使得蘇聯人享受到稍稍次於東德的富裕，但由於沒有強大的經濟基礎作後盾，這種福利體系為日後石油貶值後的蘇聯衰弱埋下伏筆。
在勃列日涅夫時代，蘇聯憑藉著強大的軍力，對外推行擴張政策，多次在東南亞與南亞引發武裝衝突，並進一步擴大社會主義陣營。1969年，蘇聯與同屬社會主義陣營的中華人民共和國多次發生邊境軍事衝突，幾乎瀕臨戰爭的邊緣，此举也导致中華人民共和國和美国的关系在1972年后得以改善，冷战的局势也开始转变为中美联手抑制苏联。尽管苏联在勃列日涅夫时期极力在中东地区扩张，扩大苏联在中东的势力范围，但当苏联支持的埃及和叙利亚在1973年的第四次中东战争中再次败给以色列之后，借助战后亨利·基辛格在以、阿之间的穿梭外交谈判，哈菲兹·阿萨德领导下的叙利亚开始谋求在美国与苏联之间进行平衡外交，不再专一依赖苏联。穆罕默德·安瓦尔·萨达特领导下的埃及与苏联彻底闹翻、反目成仇。
勃列日涅夫上台后，对苏联的国内外政策进行了一定程度的调整和改革，苏联的军事、经济力量因此发展迅速，加上爆发第一次石油危机，油价大幅上涨，欧美国家发生经济滞涨，而苏联作为石油出产国，反而因油价上涨获利众多，随着苏联实力的增强，苏联开始在全球实施影响力，特别是对第三世界进行干预。对第三世界国家进行极其大力的军事援助和经济援助，以及通过古巴进行代理人戰爭，在非洲国家进行直接的军事干预，例如参与安哥拉内战和歐加登戰爭等，但苏联对第三世界国家的强力援助和军事行动极大的损耗苏联国力，更加诱导了国家对军事工业的投入，让苏联经济结构更为畸形，强势的扩张也破坏了70年代美苏之间好不容易缓和的局面，更招致了国际上大量国家的厌恶和反对。

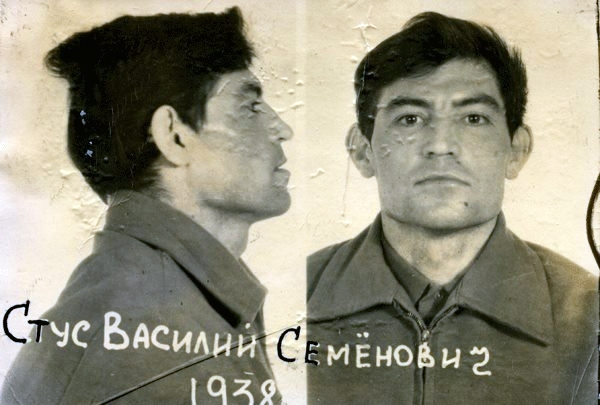
瓦西里·斯圖斯 瓦西里·斯圖斯，烏克蘭裔作家、人權活動家，蘇聯最著名的異議人士之一

1970年代，在对市场社会主义掀起批判浪潮的情况下，苏联的经济改革从强调改革传统体制到强调计划经济的优越性，由扩大企业自主权到加强对企业的控制，改革重心由调整国家与企业的关系转移到合并企业，建立联合公司。政治上勃列日涅夫结束赫鲁晓夫的去斯大林化，在一定程度上恢复斯大林的形象。但赫氏改革在苏联，以及在东欧的卫星国，如卡达尔的匈牙利、盖莱克的波兰仍有部分延续，如卡达尔的匈牙利政府在1979年进一步允许把亏损的国营小型工商企业改由职工承包或租给私人经营、把私营企业的合法雇工人数限制放宽到30人、除税收外政府不干预企业资金的流动、允许企业自主在社会上公开招聘管理人员等等。
1983年，苏联人均国民生产总值达到3710美元，是美国同时期的三分之一，而东德则达到5670美元，是全世界最富裕的自称遵循“马克思列宁主义”为指导原则的国家。但当苏联在勃列日涅夫命令下入侵阿富汗民主共和国导致美国总统吉米·卡特对苏实施粮食禁运后，尤其是在苏联耗费大量财力应对美国总统罗纳德·里根的“星球大战计划”后，加之苏联石油出口也受国际原油价格下落而缩水，苏联人民的日用品消费和副食（如奶酪、黄油）等的采购都受到明显影响，生活质量下降，1985年苏联人民每人每天要耗费2个小时的时间排长队购买食物。戈尔巴乔夫改革也因此开启。

### 过渡时期
1982年，勃列日涅夫病逝。时任苏联国家安全委员会主席尤里·安德罗波夫接任苏联共产党中央委员会总书记、苏联最高苏维埃主席团主席职位，成为苏联最高领导人。安德罗波夫上台后开始着手整顿苏联经济，进行经济改革，通过扩大企业自主权，建立经济刺激制度，改革经济管理制度，成立经济部等措施，安德罗波夫的经济改革取得了良好的效果。1983年一季度，生产增长了6％。1983年，国民收入增长3.1％，工业生产增长4％。同时为应对当时苏联官僚严重腐败的问题，安德罗波夫还开展大规模的反腐败行动，调查了“乌兹别克案”、「棉花案」等对苏联社会影响巨大的腐败案件。安德罗波夫的改革措施和开展的反腐败运动受到当时苏联民众欢迎，被称为“安德罗波夫革命”。但因健康迅速恶化，1984年2月9日，安德罗波夫仅执政15个月即病逝，安德罗波夫死后由勃列日涅夫遗党康斯坦丁·契尔年科接任总书记职务。而契尔年科在接任总书记职务前健康状况就已经十分恶劣，上任后不久健康更加恶化，无法正常履行职务。契尔年科时期的苏联主要还是依照安德罗波夫生前的改革政策继续执行。1985年3月，仅任总书记13个月的契尔年科去世。

### 戈爾巴喬夫時期

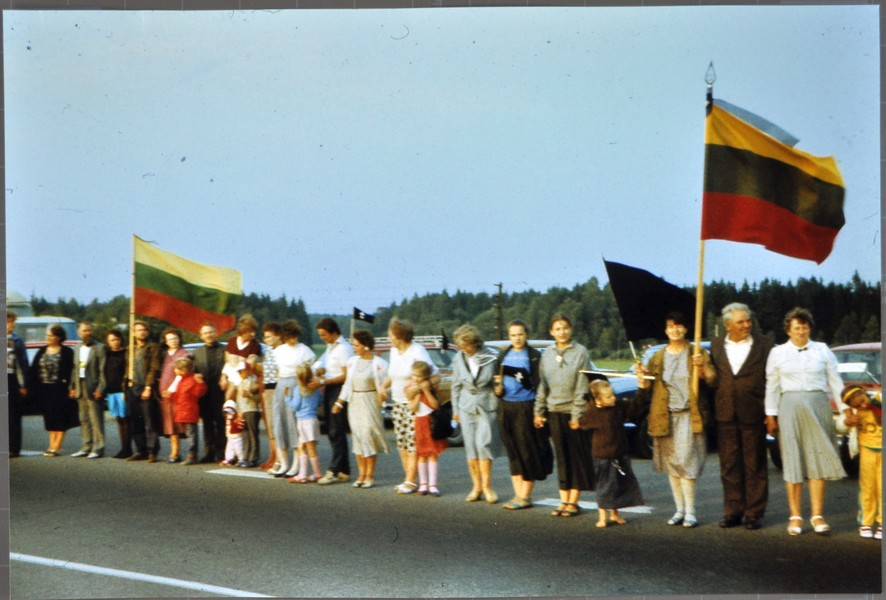
要求退出苏联的“波罗的海之路”活动

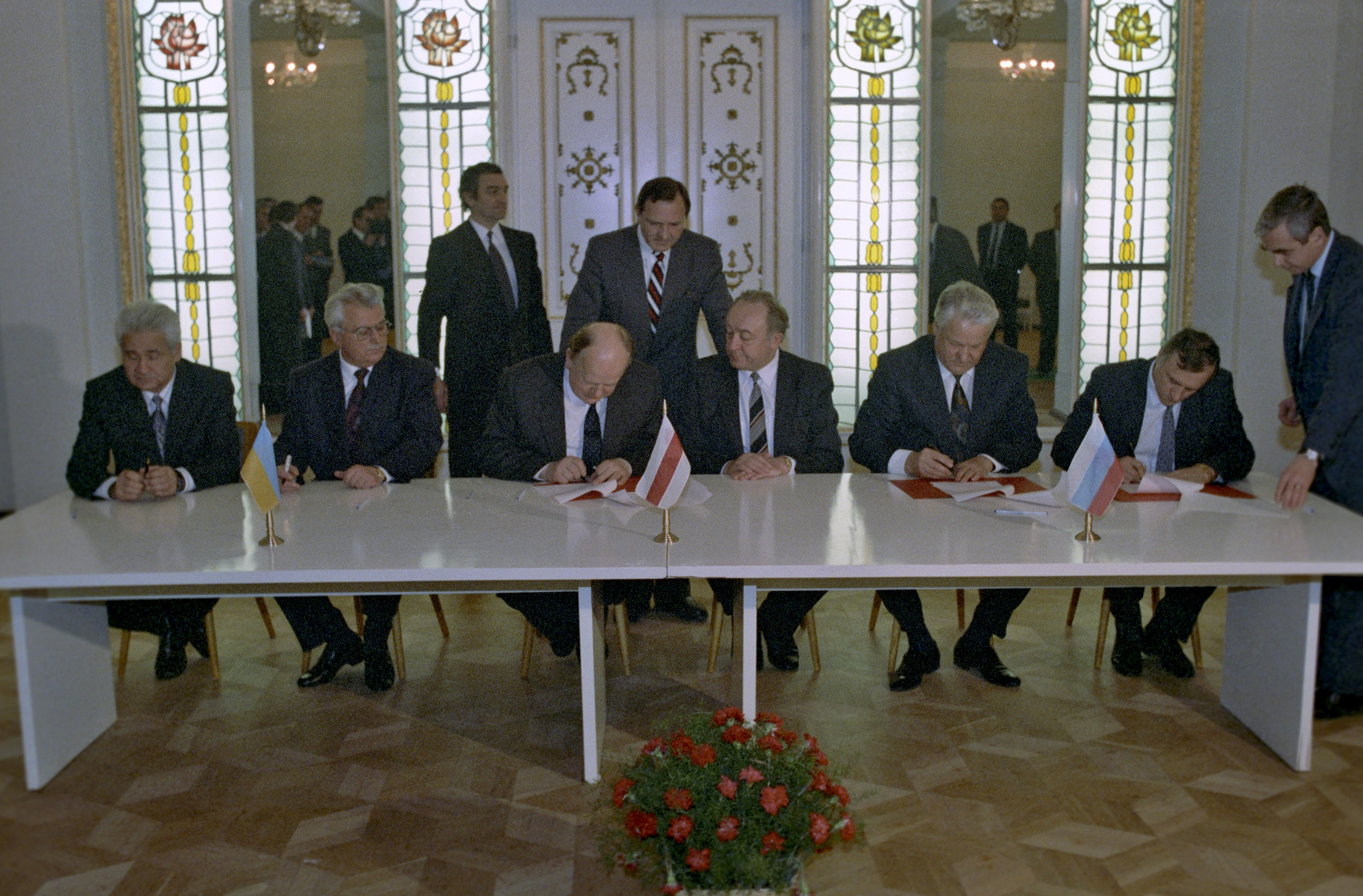
俄罗斯、乌克兰和白俄罗斯领导人签署协议宣告成立独联体

1982年，勃列日涅夫去世，其後繼任蘇共中央總書記的安德羅波夫及契爾年科皆在上任不到兩年便病逝。1985年，54岁的戈爾巴喬夫當選新任總書記，蘇聯進入戈爾巴喬夫時期。
戈爾巴喬夫屬於改革派。 1985年4月戈尔巴乔夫上台后开始实施“加速”战略，计划扩大政府投资来提振苏联经济，但“加速”战略加剧了苏联财政赤字，加上世界石油价格下跌，当时苏联财政形势急剧恶化。同时发起的反酗酒运动也激化了社会矛盾。1986年，戈爾巴喬夫在經濟改革受挫，進展緩慢的情況下轉向政治改革，在他与他的亲密同僚和朋友雅科夫列夫、谢瓦尔德纳泽等人共同的集体领导下，苏联开始實行经济重建和开放性政策，在经济上希望彻底抛弃计划经济并建立起成熟的市场经济，在思想和学术领域主张對苏联政府过去犯下的很多历史污点和歷史錯誤進行清算，平反冤假错案。戈尔巴乔夫和他的智囊雅科夫列夫还提出“多一份民主，就多一分社会主义”的口号，主张维护和增大苏联人民的民主权利。但戈尔巴乔夫的改革帶來意想不到的後果。隨著中央權力的下放，各加盟共和國的領導人（包括俄罗斯联邦首任总统叶利钦、哈萨克斯坦首任总统纳扎尔巴耶夫等人）開始尋求更大的自主權力。隨著「开放性」的日益深入，蘇共的歷史問題和歷史罪行得到揭露的同時，逐漸失去民心。戈尔巴乔夫对斯大林在1930年、1940年代流放和打压鞑靼人、车臣人等少数民族行为的强烈谴责，激发苏联多个少数民族群体强烈地民族主义和分离主义情绪，1988年鞑靼人在苏联首都莫斯科的抗议示威是苏联的民族关系开始步入剧烈动荡期的标志，也预示着苏联解体和崩溃的命运已经不可避免。1990年3月11日，立陶宛宣布独立，成为首个脱离苏联的加盟共和国。
1986年，戈尔巴乔夫提出“民主化”、“公开性”和“舆论多元化”的口号，戈尔巴乔夫高度评价赫鲁晓夫时期召开的苏共二十大“是对极权主义体制的第一次冲击，是朝社会民主化迈进的第一次尝试”。不过，戈尔巴乔夫认为赫鲁晓夫在揭露斯大林方面还有局限性。1990年7月，苏共第28次代表大会的报告清楚地写道：“极权的斯大林体制给国家、人民、党、社会主义思想本身造成巨大损失，这一体制正在被消除，苏联正在走向人道、民主的社会主义。”
1991年8月19日，苏共党内保守派组成的紧急状态委员会为防止戈尔巴乔夫下放权力导致国家解体而发动政变，被称为八一九事件，他们将位于克里米亚半岛度假的苏联总统戈尔巴乔夫软禁，并试图派兵拘禁俄罗斯总统叶利钦，但由于军队倒戈以及民众反对，政变在三天后以失败告终，紧急状态委员会成员均被逮捕并遭到政治清洗，虽然此时戈尔巴乔夫依旧是苏联总统和苏共中央总书记，但俄罗斯总统叶利钦才是实际上的领导人。
1991年8月24日，戈尔巴乔夫宣布辞去苏共中央总书记一职，并建议苏共中央自行解散，一小时后苏共中央在莫斯科的大楼被查封。五天後，俄羅斯總統下令宣佈蘇聯共產黨為非法組織，並限制其在俄羅斯境內的活動。1991年9月6日，苏联国务委员会宣布承认爱沙尼亚、拉脱维亚和立陶宛波羅的海三小國独立，并支持三国加入欧盟和联合国。1991年12月8日，叶利钦聯同白俄羅斯最高苏维埃主席舒什克维奇及乌克兰总统克拉夫丘克在白俄羅斯签署别洛韦日协议，宣布三国脱离苏联独立，并成立獨立國家聯合體以建立一個類似大英國協的架構來取代蘇聯，蘇聯在此時已經名存實亡。1991年12月16日，哈萨克斯坦宣布独立，成为最后一个宣布独立的苏联加盟共和国。1991年12月21日，除波罗的海三国和格鲁吉亚以外的其他11个苏联加盟共和国在阿拉木图签署阿拉木图宣言，宣布在独联体成立后苏联将停止存在。
1991年12月25日，為了避免蘇聯境內爆發內戰，蘇聯總統戈爾巴喬夫宣佈辭職，將國家權力移交給俄羅斯總統葉利欽。12月25日晚，蘇聯國旗從克里姆林宮上空緩緩降下，由俄罗斯联邦的三色旗取代。12月26日，苏联最高苏维埃通过决议，宣告苏联正式解体，葉利欽领导的俄罗斯联邦继承苏联的主要国土、工业设施和军事设施。

## 地理
苏联是当时世界上面积最大的国家，面积为22,402,200平方公里，覆盖六分之一的地球陆地表面积，与北美洲面积相当。欧洲部分为苏联的文化和经济中心，占全国面积的四分之一。亚洲部分延伸到太平洋西岸和阿富汗边界而人口较少。苏联横跨11个时区，自东向西横跨10,000公里，自北向南近7,200公里。不過因為位於大陸北部，它只有5个气候带：苔原、针叶林、草原、沙漠和山地。
苏联拥有超过60,000公里的边界，为当时世界上最长的边界，与朝鲜、中国、蒙古、阿富汗、伊朗、土耳其、罗马尼亚、匈牙利、捷克斯洛伐克、波兰、芬兰、挪威接壤，并与瑞典、日本、美国和加拿大隔海相望。
苏联境内最长的河流是额尔齐斯河。最高峰是高7,495米的共产主义峰（今伊斯梅爾·索莫尼峰），位于塔吉克斯坦。世界上最大的湖——里海和世界上最深，蓄水量最大的淡水湖——贝加尔湖也位于苏联。

## 苏联人口
冷战时期，苏联为世界第三人口大国，次于中华人民共和国（中国大陆）与印度，高於對手美國。
苏联戰後的人口普查一般安排在逢9的年度，如1939年、1949年、1959年。
苏联的人口：
- 1926年为1.46亿。
- 1937年蘇聯人口普查充滿爭議，只有1.6億出頭，比預測曲線短少2,000萬人左右，故沒有公開。
- 1939年初的普查，是為了遮蓋1937年統計的政治危機，當時給出的统计是1.7亿，但學者認為數據有所調整。
- 1939年9月-1940年国界向西推进300到400公里，增加2,000多万人口，1940年人口达到1.94亿。
- 1946年人口下降为1.67亿。第二次世界大战死亡人数约2,700万人。
- 1979年1月17日人口普查为2.655亿人，男女比例467：533。平均家庭人口3.5人。人口自然增长率8.5。城市人口63%。
- 1988年初人口上升到2.845亿，
- 1991年解体前夕，人口达到最高值2.867亿人。

### 最大城市
| 蘇聯最大城市排名 1989年人口普查 | 蘇聯最大城市排名 1989年人口普查 | 蘇聯最大城市排名 1989年人口普查 | 蘇聯最大城市排名 1989年人口普查 | 蘇聯最大城市排名 1989年人口普查 | 蘇聯最大城市排名 1989年人口普查 | 蘇聯最大城市排名 1989年人口普查 | 蘇聯最大城市排名 1989年人口普查 | 蘇聯最大城市排名 1989年人口普查 | 蘇聯最大城市排名 1989年人口普查 |
|                                 | 排名                            |                                 | 共和國                          | 人口                            | 排名                            |                                 | 共和國                          | 人口                            |                                 |
| ------------------------------- | ------------------------------- | ------------------------------- | ------------------------------- | ------------------------------- | ------------------------------- | ------------------------------- | ------------------------------- | ------------------------------- | ------------------------------- |
| 莫斯科 列寧格勒                 | 1                               | 莫斯科                          | 俄羅斯                          | 8,967,000                       | 11                              | 第比利斯                        | 格魯吉亞                        | 1,240,000                       | 基輔 塔什干                     |
| 莫斯科 列寧格勒                 | 2                               | 列寧格勒                        | 俄羅斯                          | 5,024,000                       | 12                              | 古比雪夫                        | 俄羅斯                          | 1,254,000                       | 基輔 塔什干                     |
| 莫斯科 列寧格勒                 | 3                               | 基輔                            | 烏克蘭                          | 2,588,000                       | 13                              | 葉里溫                          | 亞美尼亞                        | 1,202,000                       | 基輔 塔什干                     |
| 莫斯科 列寧格勒                 | 4                               | 塔什干                          | 烏茲別克                        | 2,072,000                       | 14                              | 第聶伯羅彼得羅夫斯克            | 烏克蘭                          | 1,178,000                       | 基輔 塔什干                     |
| 莫斯科 列寧格勒                 | 5                               | 巴库                            | 阿塞拜疆                        | 1,759,000                       | 15                              | 鄂木斯克                        | 俄羅斯                          | 1,148,000                       | 基輔 塔什干                     |
| 莫斯科 列寧格勒                 | 6                               | 哈爾科夫                        | 烏克蘭                          | 1,610,970                       | 16                              | 車里雅賓斯克                    | 俄羅斯                          | 1,142,000                       | 基輔 塔什干                     |
| 莫斯科 列寧格勒                 | 7                               | 明斯克                          | 白俄羅斯                        | 1,589,000                       | 17                              | 阿拉木圖                        | 哈薩克                          | 1,128,000                       | 基輔 塔什干                     |
| 莫斯科 列寧格勒                 | 8                               | 高爾基                          | 俄羅斯                          | 1,438,000                       | 18                              | 敖德薩                          | 烏克蘭                          | 1,115,000                       | 基輔 塔什干                     |
| 莫斯科 列寧格勒                 | 9                               | 新西伯利亚                      | 俄羅斯                          | 1,437,000                       | 19                              | 頓涅茨克                        | 烏克蘭                          | 1,109,000                       | 基輔 塔什干                     |
| 莫斯科 列寧格勒                 | 10                              | 斯維爾德洛夫斯克                | 俄羅斯                          | 1,365,000                       | 20                              | 喀山                            | 俄羅斯                          | 1,094,000                       | 基輔 塔什干                     |

## 行政區劃

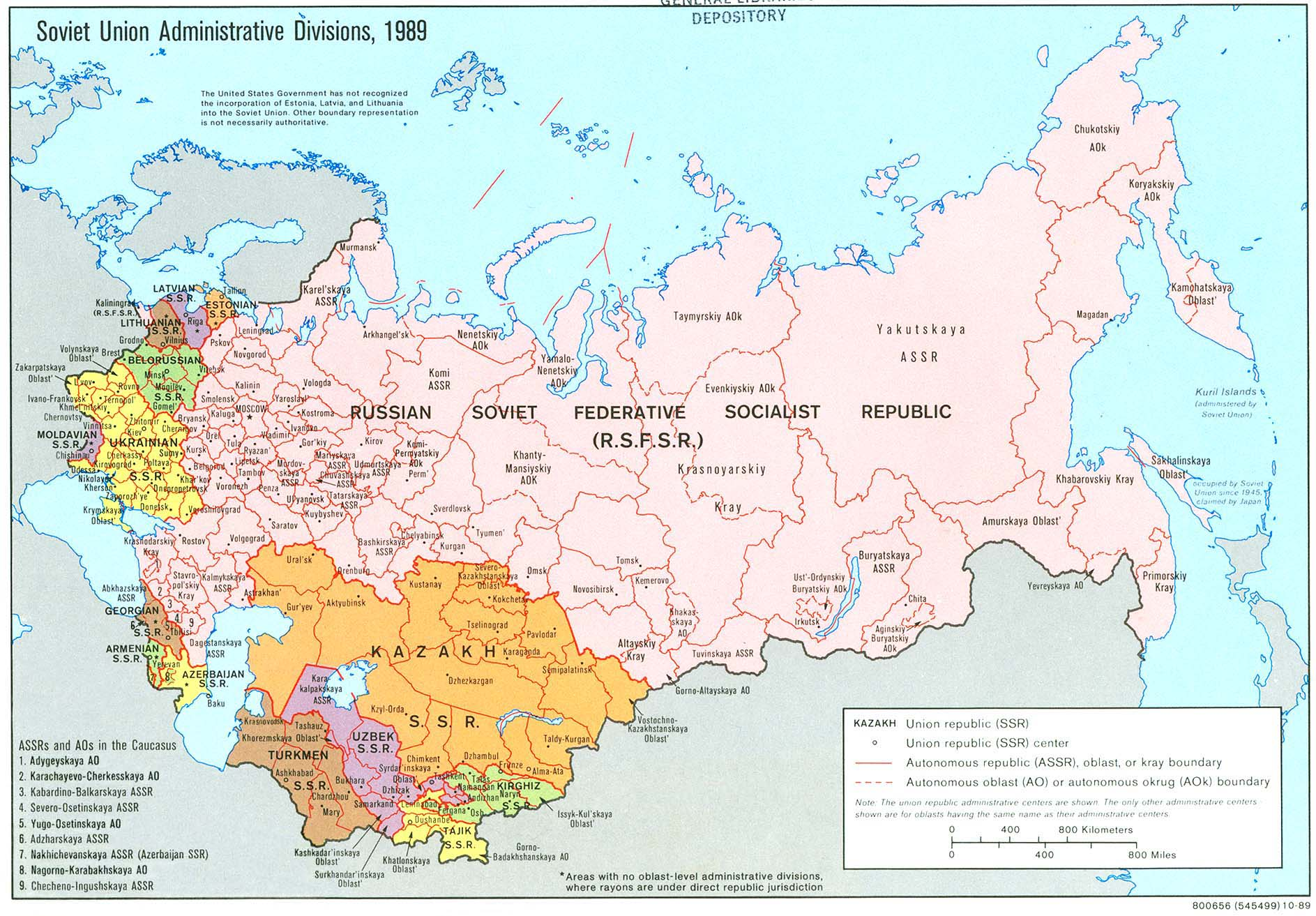
蘇聯行政區劃（1989年）

蘇聯名義上近似於聯邦制，根據苏联成立宣言和条约，历次蘇聯憲法所規定：苏联是各主权苏维埃共和国联合的联盟国家，各加盟共和国具有主权国家地位，加盟共和國擁有自己的憲法，还可以自由退出联盟，還有同外國建立外交關係、同外國締結條約及交換外交和領事代表、參加國際組織的活動的權利（1936年宪法，还规定加盟共和国均有权建立自己的军队）。各加盟共和國間的疆界，須經有關共和國彼此協商並經批准始可予以變更。加盟共和國下轄的蘇維埃社會主義自治共和國（簡稱自治共和國）也擁有較大的權利，擁有自己的憲法，自治共和國的領土未經其同意也不得予以變更。因此蘇聯的行政區範圍理應當是由聯盟下的各國政府自行獨立管理的，乃是國家主權不可侵犯，不過，實際操作上則更多地表現出單一制的國家特點。
解體之前（1989年），全聯盟共有15個加盟共和國（包括東斯拉夫三国、中亚五国、外高加索三国、波罗的海三国及摩爾達維亞），加盟共和國下設邊疆區和州，全國共有155個州（область）和6個邊疆區（Края），在一些加盟共和國的少數民族聚居區，按各民族人數多少分別成立自治共和國、自治州和自治專區，全聯盟共設有20個自治共和國，8個自治州（автономная область），10個自治專區（автономный район）。
這15個加盟共和國和分別是：
| 憲法順序                              | 加盟共和國                     |
| ------------------------------------- | ------------------------------ |
| 1                                     | 俄罗斯苏维埃联邦社会主义共和国 |
| 2                                     | 乌克兰苏维埃社会主义共和国     |
| 3                                     | 白俄罗斯苏维埃社会主义共和国   |
| 4                                     | 烏茲別克蘇維埃社會主義共和國   |
| 5                                     | 哈薩克蘇維埃社會主義共和國     |
| 6                                     | 格鲁吉亚苏维埃社会主义共和国   |
| 7                                     | 阿塞拜疆苏维埃社会主义共和国   |
| 8                                     | 立陶宛苏维埃社会主义共和国     |
| 9                                     | 摩尔达维亚苏维埃社会主义共和国 |
| 10                                    | 拉脱维亚苏维埃社会主义共和国   |
| 11                                    | 吉爾吉斯蘇維埃社會主義共和國   |
| 12                                    | Flag of Tajikistan SSR         |
| 13                                    | 亚美尼亚苏维埃社会主义共和国   |
| 14                                    | 土庫曼蘇維埃社會主義共和國     |
| 15                                    | 爱沙尼亚苏维埃社会主义共和国   |
| 蘇聯1956年–1991年時期各加盟共和國地图 |                                |
|                                       |                                |

## 政治

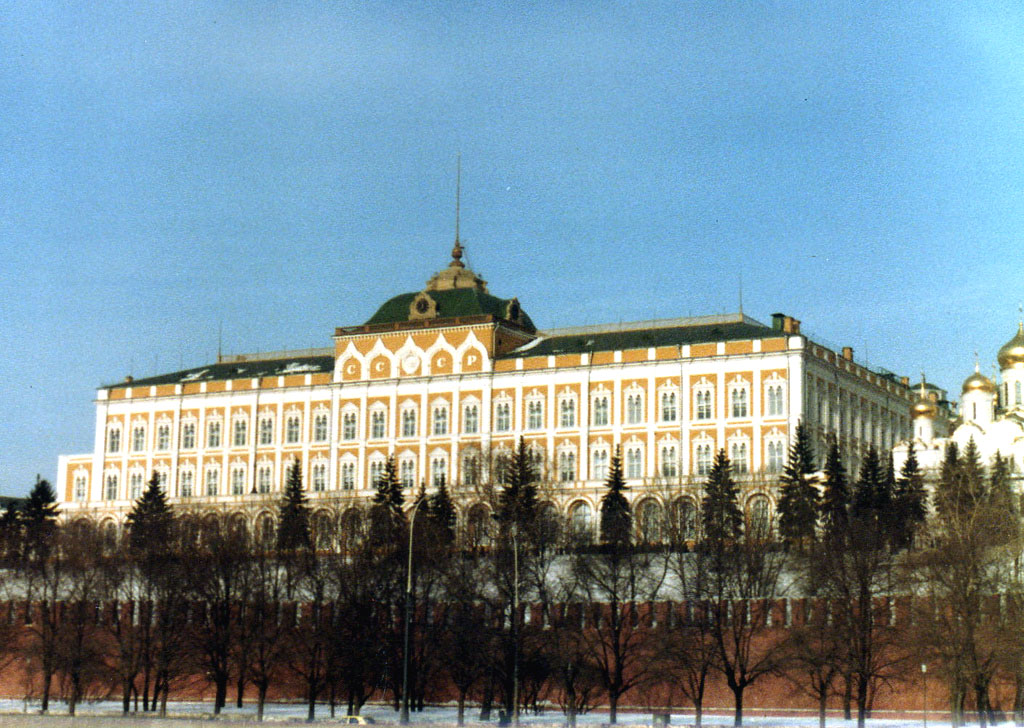
最高苏维埃所在地克里姆林宫，摄于1982年

根據蘇聯憲法的第六條，蘇聯共產黨及其2000萬黨員是國家的統治核心。每個工廠和集體農莊都要建立黨的支部。整個系統的核心是蘇聯共產黨中央委員會成員，蘇聯共產黨中央政治局是最高領導機構。在斯大林時代以後，為了避免權力集中在一人手中，蘇共實行集體領導的原則，誰能夠掌握中央委員會的多數票，誰就能掌握黨和國家的領導權。實際上自斯大林開始，蘇聯的最高權力主要集中在總書記或第一書記手上，而且該職務為終身制。

### 政党
苏联共产黨的政治局委員屬於國家的特權階級。他們享受專門的醫療保健，可以去小白樺商店購買免稅低價的西方進口奢侈品，住上國家提供的公寓和別墅，有專用的車隊和位於馬路中央的專用快車道，還有專用的狩獵林區和療養海灘。他們的子女可以輕易地入黨，進入國際關係學院這樣的名牌大學深造，並在外交部、外貿部和駐外使館這些地方找到最好的工作。這個階層還包括軍隊、克格勃的首腦，以及各加盟共和國的領導官員。次一等的階級為工廠廠長、銀行經理、地方領導和黨支部書記這樣的人物。他們控制物資的分配和地方的特權。

### 人民生活
普通民眾的生活水平在斯大林時代最低，不過，這也是和當時蘇聯的國內外處境有關的。赫魯晓夫時代政治解凍，蘇聯與美國展開提高人民生活水平的競賽，民眾的生活開始有所好轉。布里茲涅夫更提出「全民黨」、「全民國家」的概念，國內的政治鬥爭不再牽涉到普通民眾，並且提高民眾的生活水平。政府提供免費醫療和免費教育。房租非常便宜，每月只需幾盧布，其中還包括供熱費、電話費和水費。生活工資也有發放，蘇聯消費品雖然沒有多少選擇可賣，質量低下，但是物價也比較低。雖然內部護照限制了流動，但工作之餘很多人都能拿到黑海甚至出國去東南歐度假的獎勵，或者領著政府補貼在療養院（非字面意義上，是蘇聯對遊樂中心的稱呼，因為在蘇聯不鼓勵度假時飲酒夜衝等刺激性的放縱）裡休養。還有汽車可以用工作年資憑票分配，這是蘇聯模式的福利國家概念。只是與北歐以資本基金提供的福利國家不同，蘇聯的福利政策由國家企業提供，故並沒有雄厚的金融經濟作為其財政保障，而是受到油價波動與生產力的影響，因此造成後布里茲涅夫時代的經濟困難與不平衡。蘇聯憲法為國有就業提供保障，因此人們覺得不一定非得認真上班不可。貪污、盜竊和將國家財產據為己有的現象非常普遍，行賄成風，生產效率低下。布里茲涅夫時代問題都沒能解決，這後半部分被稱為蘇聯的「停滯期」和「僵化期」而逐漸落後。

### 秘密警察
斯大林時期的黨內鬥爭，失敗者被遷到邊遠地區擔任無足輕重的職務。對於持不同政見者，視其影響力的高低，採取流放出國或者關入特殊精神病院的懲罰。普通民眾中的政治犯則像刑事罪犯一樣關入監獄和勞改營。克格勃是蘇聯恐怖特務統治的代名詞，它有70多萬僱員，和差不多同等數目的告密者。克格勃的勢力在國內滲透到各個階層和各個部門。事實上，「克格勃」這個詞如今已經變成秘密警察恐怖統治的代名詞。1953年斯大林逝世后，他的继任者赫鲁晓夫在1960年宣布停止秘密警察制度并关闭臭名昭著的古拉格，但秘密警察依然大规模存在于苏联以及其位于东欧的卫星国境内。而克格勃直到1991年苏联解体前夕才停止运作。
蘇聯政治在二十世紀八十年代中期，戈尔巴乔夫擔任蘇共中央總書記後有顯著變化，戈尔巴乔夫提出改革與新思維，力圖從根本上用全新的思路審視社會主義道路，並擺脫斯大林模式留給蘇聯的一切不合理的遺產。1987年戈尔巴乔夫在蘇共中央一月全會的報告中指出，「改革的實質是把社會主義和民主結合起來」，「社會全面民主化」是蘇聯「現行政治制度變革的綱領」；改革的目的是「使社會主義具有最現代化的社會組織形式，最充分地揭示我們制度的人道主義性質」。1990年7月蘇共二十八大通過「綱領性聲明」：《走向人道的民主的社會主義》。一般認為，戈尔巴乔夫的政治思想跟民主社會主義非常接近，並且從原則上摒棄斯大林主义。

### 政治体制
|                             | 1922年—1936年             | 1936年—1946年                       | 1946年—1988年                       | 1988年— 1990年3月14日                                                | 1990年3月14日— 1990年12月26日                                        | 1990年12月26日— 1991年12月26日                                       |
| --------------------------- | ------------------------- | ----------------------------------- | ----------------------------------- | -------------------------------------------------------------------- | -------------------------------------------------------------------- | -------------------------------------------------------------------- |
| 国家最高权力机关            | 苏联苏维埃代表大会        | 苏联最高苏维埃 （含联盟院與民族院） | 苏联最高苏维埃 （含联盟院與民族院） | 苏联人民代表大会                                                     | 苏联人民代表大会                                                     | 苏联人民代表大会                                                     |
| 最高立法、检察机关          | 苏联中央执行委员会        | 苏联最高苏维埃主席团                | 苏联最高苏维埃主席团                | 苏联最高苏维埃 （含联盟院與民族院） （自1990年起仅行使立法和检察权） | 苏联最高苏维埃 （含联盟院與民族院） （自1990年起仅行使立法和检察权） | 苏联最高苏维埃 （含联盟院與民族院） （自1990年起仅行使立法和检察权） |
| 闭会期间 最高立法、检察机关 | 苏联中央执行委员会 主席团 | 苏联最高苏维埃主席团                | 苏联最高苏维埃主席团                | 苏联最高苏维埃 （含联盟院與民族院） （自1990年起仅行使立法和检察权） | 苏联最高苏维埃 （含联盟院與民族院） （自1990年起仅行使立法和检察权） | 苏联最高苏维埃 （含联盟院與民族院） （自1990年起仅行使立法和检察权） |
| 国家元首                    | 苏联中央执行委员会 主席团 | 苏联最高苏维埃主席团主席            | 苏联最高苏维埃主席团主席            | 苏联最高苏维埃主席团主席                                             | 苏联总统                                                             | 苏联总统                                                             |
| 最高行政机关                | 苏联人民委员会            | 苏联人民委员会                      | 苏联部长会议                        | 苏联部长会议                                                         | 苏联部长会议                                                         | 苏联内阁会议                                                         |

### 最高领导人
| 任次 | 姓名                             | 肖像 | 任期始於       | 任期終於       | 出生日期       | 逝世日期               | 備註 |
| ---- | -------------------------------- | ---- | -------------- | -------------- | -------------- | ---------------------- | --- |
| 1    | 弗拉基米尔·伊里奇·列宁           |      | 1917年11月8日  | 1924年1月21日  | 1870年4月22日  | 1924年1月21日（53歲）  | 苏联人民委员会主席 |
| 2    | 约瑟夫·维萨里奥诺维奇·斯大林     |      | 1922年4月3日   | 1953年3月5日   | 1878年12月18日 | 1953年3月5日（74歲）   | 1922年4月3日當選總書記，1941年起兼任苏联人民委员会（1946年改称苏联部长会议）主席，1924年1月21日至1953年3月5日期間爲最高領導人。1952年苏共十九大取消总书记一职，他当选为苏共中央书记处书记（排名第一）。 |
| 3    | 尼基塔·谢尔盖耶维奇·赫鲁晓夫     |      | 1953年9月7日   | 1964年10月14日 | 1894年4月17日  | 1971年9月11日（77歲）  | 苏共中央第一書記，1958-1964年兼任苏联部长会议主席 |
| 4    | 列昂尼德·伊里奇·勃列日涅夫       |      | 1964年10月14日 | 1982年11月10日 | 1906年12月19日 | 1982年11月10日（75歲） | 苏共中央第一书记（1966年4月8日改称總書記）。1960年-1964年以及1977年-1982年任苏联最高苏维埃主席团主席 |
| 5    | 尤里·弗拉基米罗维奇·安德罗波夫   |      | 1982年11月12日 | 1984年2月9日   | 1914年6月15日  | 1984年2月9日（69歲）   | 苏共中央總書記、苏联最高苏维埃主席团主席 |
| 6    | 康斯坦丁·乌斯季诺维奇·契尔年科   |      | 1984年2月10日  | 1985年3月10日  | 1911年9月24日  | 1985年3月10日（73歲）  | 苏共中央總書記、苏联最高苏维埃主席团主席 |
| 7    | 米哈伊尔·谢尔盖耶维奇·戈尔巴乔夫 |      | 1985年3月11日  | 1991年8月24日  | 1931年3月2日   | 2022年8月30日（91歲）  | 苏共中央總書記，1988年8月1日—1989年5月25日为苏联最高苏维埃主席团主席，1989年5月25日至1990年3月15日为苏联最高苏维埃主席，1990年3月15日至1991年12月25日为苏联总统                                         |

## 軍事

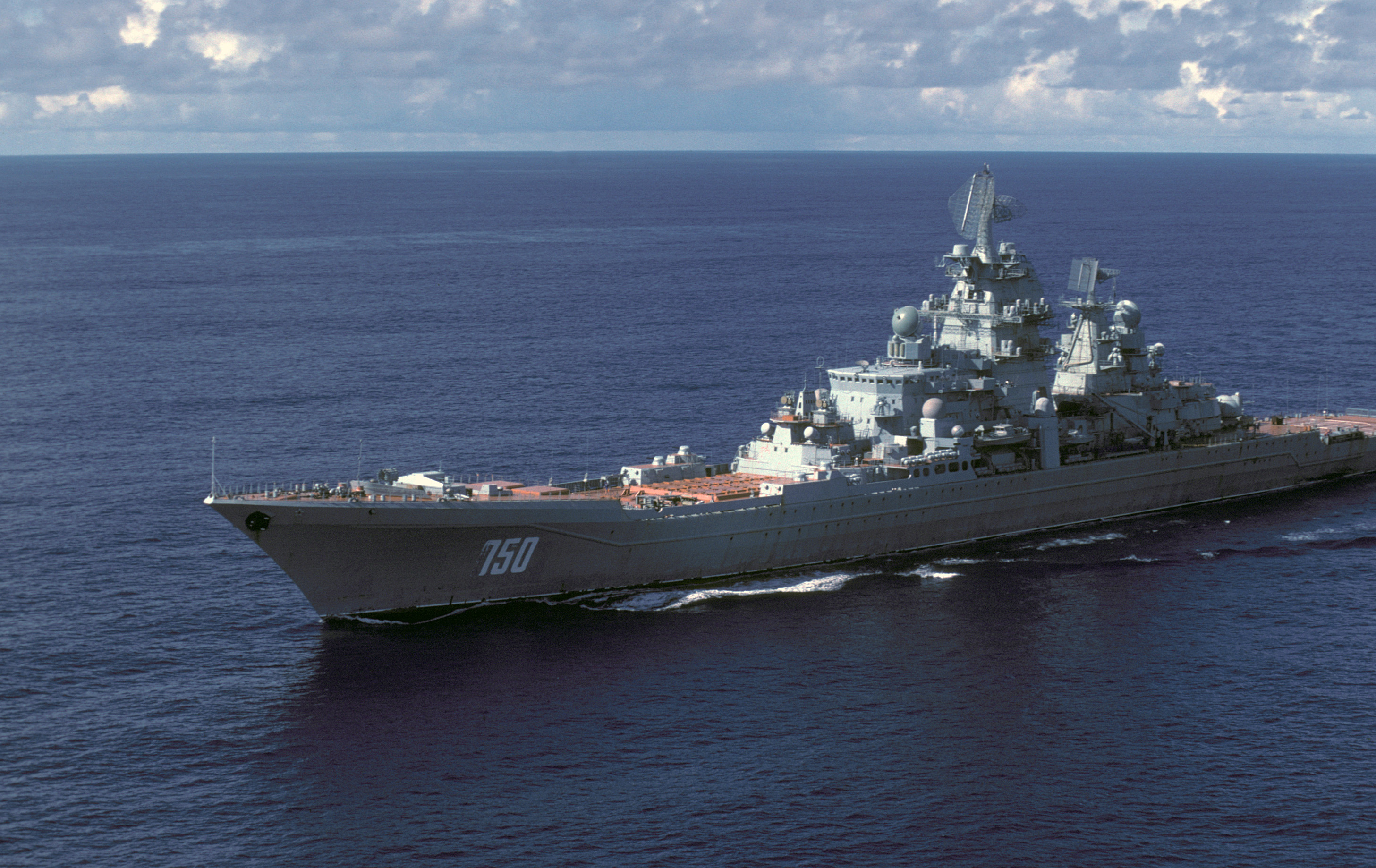
蘇聯基洛夫級核能飛彈巡洋艦

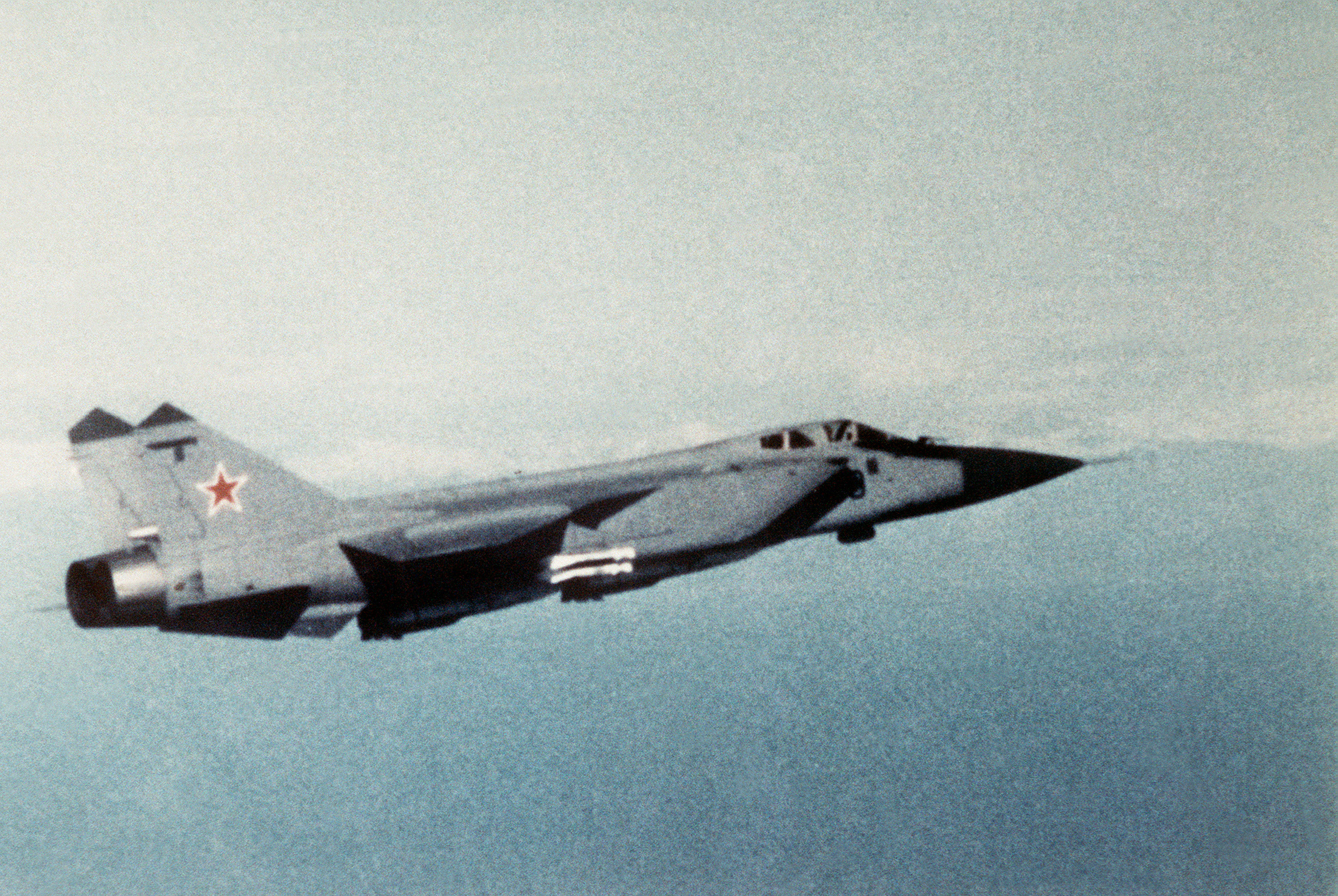
蘇聯米格-31戰鬥機

蘇聯在其存在期間，軍事實力強大，是二戰後世界上唯一能和美國一爭高下的國家，1988年，蘇聯紅軍的總兵力達到685萬（不含安全和內衛部隊）。蘇聯武裝力量的最高領導是蘇共中央、苏联最高苏维埃和蘇聯部長會議。1974年成立苏联国防会议作為軍事領導機關，主席由蘇共中央總書記擔任。軍隊實行普遍義務兵役制，海軍服役3年，其他軍兵種2年。
蘇軍分為6个軍種：
- 陸軍
- 海軍
- 空軍
- 國土防空軍
- 戰略火箭軍
- 民防部队

及边防军（国家安全委员会管理）和内务部队（内务人民委员部管理）
蘇聯是華沙公約的創始國，在德意志民主共和国、波蘭人民共和國、捷克斯洛伐克社會主義共和國、匈牙利人民共和國、蒙古人民共和國等國擁有駐軍。在越南、古巴及其他一些亞洲、非洲、拉丁美洲國家也駐有軍事顧問和技術人員。

## 勢力範圍

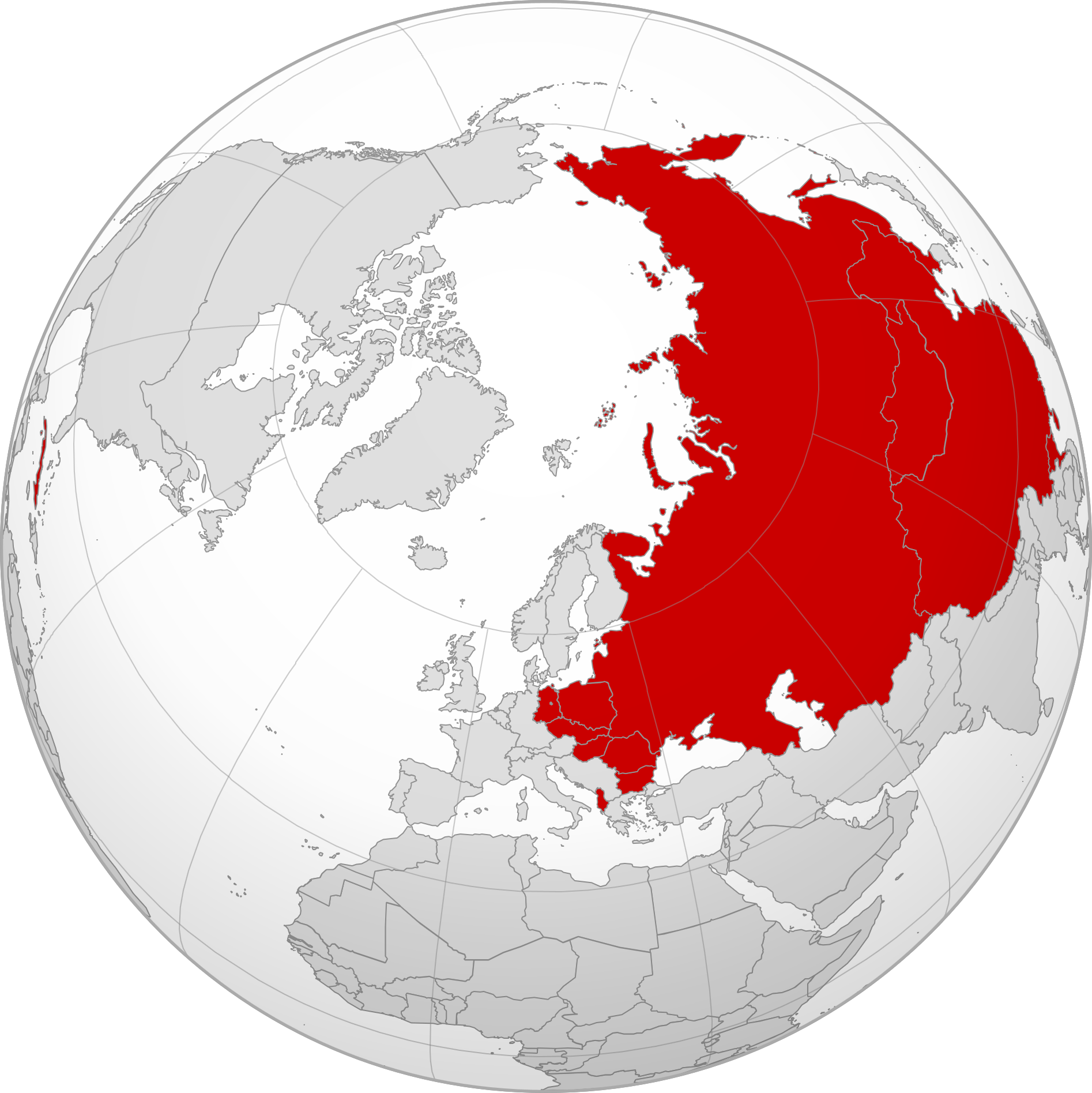
受苏联影响的最大范围，在1959年古巴革命和1961年中苏分裂间

蘇聯除了對加盟的共和國有操控能力外，還對世界不同國家有實質上的統治。蘇聯主要影響的地方有東歐及亞洲零星國家，當中大部分是蘇聯的衛星國。

### 東歐

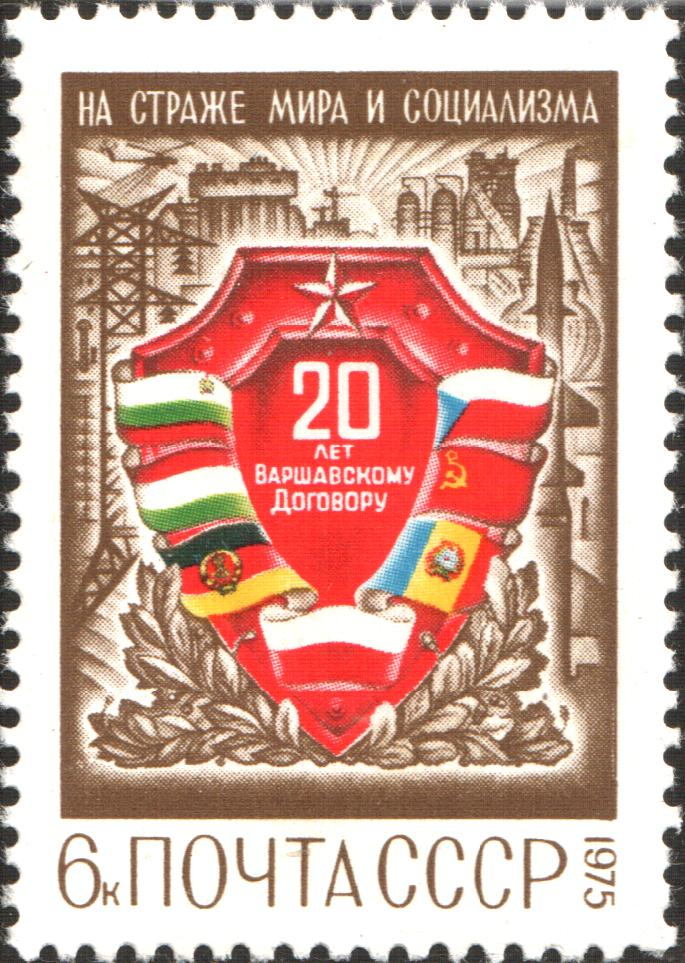
苏联于1975年发行的华沙条约組織二十周年纪念邮票，上方标语意为“保卫和平与社会主义”

蘇聯在東歐有很大的影響力，大多數東歐的社会主义國家都有或多或少的被蘇聯操縱。原因是蘇聯在第二次世界大戰中進軍德國時，蘇聯藉此將勢力範圍擴大至東歐諸國。在冷戰時期，東歐受蘇聯操縱或獨立的社会主义國家和西方資本主義及保持中立的國家之間的界限被稱為鐵幕，鐵幕以東為蘇聯的勢力範圍。蘇聯建立許多衛星國，而後與衛星國組成華沙条約組織對抗北約。
在蘇聯勢力範圍內的東歐衛星國家：
- 保加利亚
- 捷克斯洛伐克
- 东德
- 匈牙利
- 波兰
- 罗马尼亚

當時的南斯拉夫及阿尔巴尼亚雖然是社会主义國家，但並不是和蘇聯同盟。阿尔巴尼亚於1961年因中蘇決裂而退出經濟互助委員會。
奧地利部份東方領土是蘇聯的佔領區，直至1955年奧地利宣佈成為永久中立國為止。
芬蘭雖是中立國，但在冷戰時其外交政策受苏联影响，至1991年苏联解体后芬兰才得以独立实行外交政策，并于1995年加入欧盟。

### 亞洲
蘇聯在亞洲也有很大的影響力，中亞、西亞、東亞及東南亞也有與蘇聯關係非常緊密的國家，尤以東亞及東南亞最為顯著。
在蘇聯勢力範圍內的亞洲國家：
- 阿富汗
- 蒙古人民共和国
- 南也門

與蘇聯同盟的亞洲國家：
- 中华人民共和国（助之建政及建交，後來两国执政党由于意识形态分歧导致中苏决裂，并发生过诸如珍宝岛事件和铁列克提事件的边境冲突，中苏关系至1989年才得以正常化）
- 印度
- 印度尼西亞（1950年-1965年）
- 伊拉克
- （奉行孤立外交政策）
- （短暂与苏联结盟）
- 叙利亚
- 越南民主共和国（1945年-1976年）
- 越南（短暂与苏联结盟）
- 柬埔寨人民共和國（1979年-1989年）

#### 与中华人民共和国关系
苏联奉行社会主义，是全世界第一个进入发达状态的社会主义国家。并通过社会主义国家组织共产国际领导其他社会主义国家。但事实上，苏联和当时众多的社会主义国家处于敌对状态，其中最大的敌人除西方的北约外，便是同属社会主义国家的中华人民共和国。自1960年苏联要求在中国大陸建立军事基地对抗美国太平洋舰队，而被中華人民共和国强硬拒绝后，中華人民共和国便认为苏联是社会帝国主义国家，而与其展开意识形态论战，后从论战演变为军事冲突。
实际上苏联在冷战时期除朝鲜战场秘密参与外，即使最危险的古巴导弹危机也并未与西方国家发生过直接军事冲突。然而苏联与中華人民共和国两个社会主义阵营对抗近三十年间，却发生严重的珍宝岛武装冲突，将两国推向战争边缘。虽然苏中两国关系经历巨大变化，但苏联从1949年第一次在联合国要求中华人民共和国取代中华民国的联合国席位到1971年中华人民共和国加入联合国，中华民国退出联合国的二十多年间，苏联对中华人民共和国的态度从坚定支持、到支持但不再提案，再到只支持、不发言、不提案，经历三次不同的转变，这三次转变是与兩国关系的变化是分不开的。中华人民共和国与苏联之间恶化近三十年外交关系在苏联解体前的1989年才得以正常化。

### 非洲
蘇聯在非洲都有零星的同盟國，這些同盟國主要集中在南非以及東非。
在蘇聯勢力範圍內的非洲國家：
- 安哥拉人民共和国
- 剛果人民共和國
- 社会主义埃塞俄比亚（1974年-1987年）
- 衣索比亞人民民主共和國（1987年-1991年）
- 莫桑比克人民共和国

與蘇聯同盟的非洲國家：
- 布吉納法索（1983年-1987年）
- 阿拉伯聯合共和國（1958年-1971年）
- 埃及（短暂与苏联结盟，1971年-1973年）
- 利比亚
- 索马里民主共和国（短暂与苏联结盟，1969年-1977年）

### 美洲
- 古巴
- 格林纳达（1979年-1983年）
- 尼加拉瓜

蘇聯在中美洲亦有同盟國，主要是引發古巴危機的古巴，古巴革命後成為社會主義國家，並與美國斷交。此外，拉美不少政權曾為是社會主義政權，如格林纳达的人民革命政府、尼加拉瓜的奧爾特加。奧爾特加在1979年領導尼加拉瓜革命建立社會主義的桑解陣政權後，陷入內戰，蘇聯亦有參與。
這些國家大部份都在蘇聯中後期、共产主义政權結束、蘇聯瓦解及冷戰結束時與蘇聯脫離關係。

## 經濟

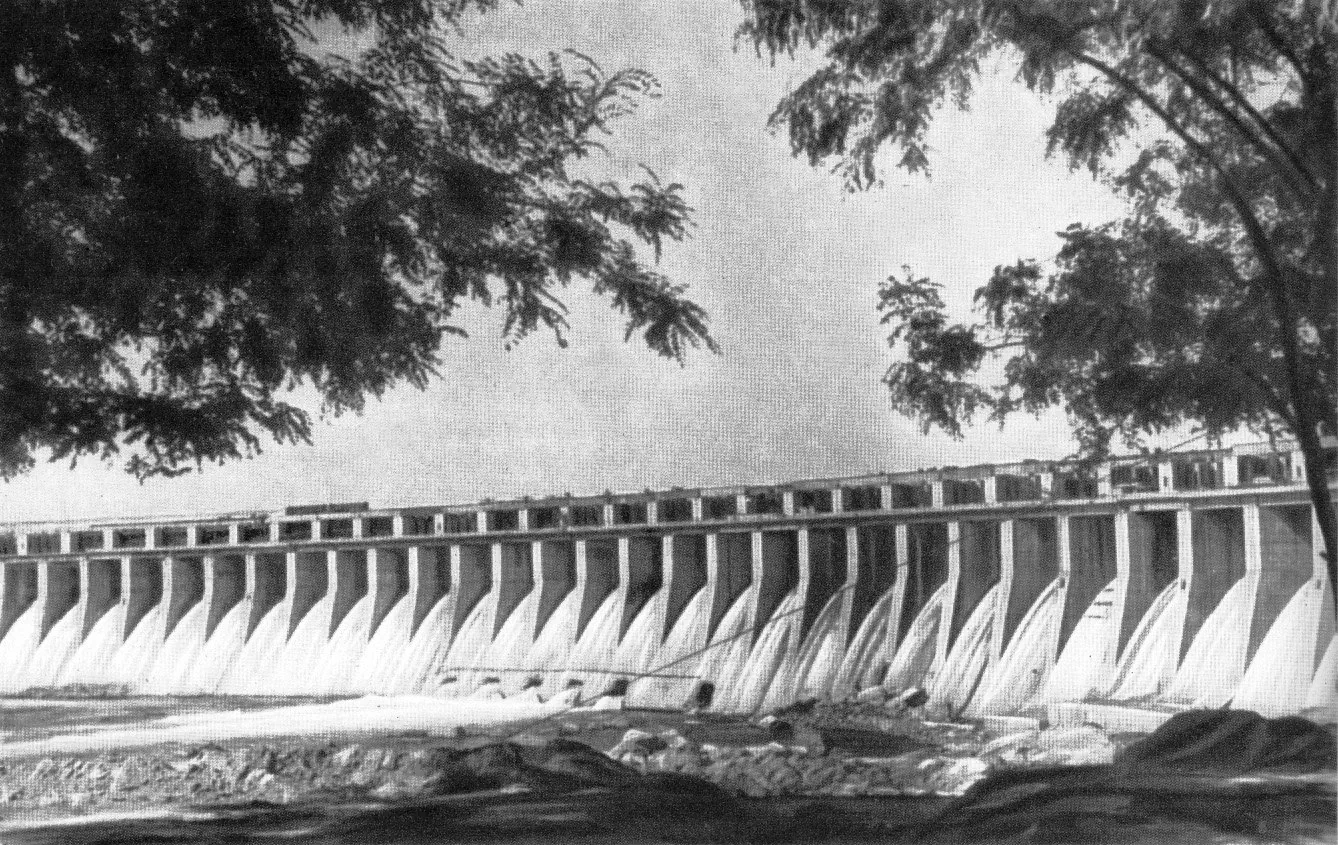
1947年的第聂伯河水电站

蘇聯在冷戰期間，很长一段时间内一直是僅次於美國的世界第二大經濟體，直到20世纪80年代被日本超过。但與實行資本主義及經濟的美國不同，其經濟模式是按照高度集權的社會主義中央計劃經濟模式發展的，國家壟斷生產資料。國家通過五年计划的方式對經濟實行控制和調整。在1928年至1932年的第一個五年計劃後，蘇聯的工業產值在國民經濟中所佔的比重由48%上升到70%，蘇聯成為一個先進的工業國。但是产业發展卻不均衡，产业结构不甚合理。事關國防的軍事工業、重工業、化學工業和航天工業非常發達，其水平在世界上處於領先的地位但事關民生的輕工業和農業則相對落後。
蘇聯的主要工業地帶集中在莫斯科、列寧格勒、頓巴斯、烏拉爾山脈等地區。次要的工業地區包括波羅的海沿岸、西西伯利亞和伏爾加河（窩瓦河）中下游。蘇聯的工業部門實行集中管理和國家調控，工廠生產的產品、種類、規格和價格都由隸屬於中央和各加盟共和國部長會議的國民經濟委員會規定。
在沙俄時代，俄羅斯是歐洲的主要糧食出口國之一。但是由於20世紀30年代推行農業集體化和消滅「富農」的政策對農業生產的毀滅性破壞，蘇聯的糧食一直不能自給自足。蘇聯在第二個五年計劃末期完成農業集體化，農業生產以集體農莊為基本單位，通過隸屬於集體農莊機械站的拖拉機、汽車和聯合收割機實行機械化播種與耕作。
蘇聯的主要糧食作物為小麥，其他重要作物還有甜菜、棉花、馬鈴薯、玉米、煙草。高加索地區有咖啡和甘蔗等經濟作物。
作为苏联经济改革的一部分，总理赫鲁晓夫1959年在首都莫斯科举行“美国商品展览会”，将百事可乐等美国著名商业品牌引进苏联国内与东欧市场，同时与时任美国副总统理查德·尼克松进行“厨房辩论”。赫鲁晓夫在苏联国内所进行的经济改革在1968年勃列日涅夫镇压捷克斯洛伐克布拉格之春后陷入停滞。进入20世纪70年代，在对市场社会主义掀起批判浪潮的情况下，苏联的经济改革从强调改革传统体制变为强调计划经济的优越性，由扩大企业自主权到加强对企业的控制，改革重心由调整国家与企业的关系转移到合并企业，建立联合公司。但改革在东欧的苏联卫星国，如卡达尔的匈牙利、盖莱克的波兰仍有延续。如卡达尔的匈牙利政府在1979年进一步允许把亏损的国营小型工商企业改由职工承包或租给私人经营、把私营企业的合法雇工人数限制放宽到30人、除税收外政府不干预企业资金的流动、允许企业自主在社会上公开招聘管理人员等等。但当勃列日涅夫下令入侵阿富汗民主共和国后，美国总统吉米·卡特对苏实施粮食禁运。而在苏联耗费大量财力应对美国总统罗纳德·里根的“星球大战计划”后，加之苏联石油出口也受国际原油价格下落而缩水，苏联人民的副食（如奶酪、黄油）采购和日用品消费都开始受到明显影响，生活品質下降。1985年苏联人民每人每天要耗费两个小时的时间排长队购买食物。戈尔巴乔夫改革也因此开启。

## 教育
蘇聯的教育普及率非常高，在全國實行十年制義務教育，並基本消除了文盲。蘇聯著名的大學有莫斯科大學、国立帕特里斯·卢蒙巴人民友谊大学（苏联解体之后更名为俄罗斯人民友谊大学）、列寧格勒大學（苏联解体之后更名为圣彼得堡国立大学）、哈爾科夫大學、基輔大學、白俄罗斯国立大学、國際關係學院等。
蘇聯科學研究中心是蘇聯科學院。作家機構為蘇聯作家協會。官方通訊社為塔斯社。蘇聯共產黨機關報為真理報，其他主要報刊還有消息報、共青團真理報、文學報、勞動報、紅星報等。
蘇聯科學技術取得許多重要成就：

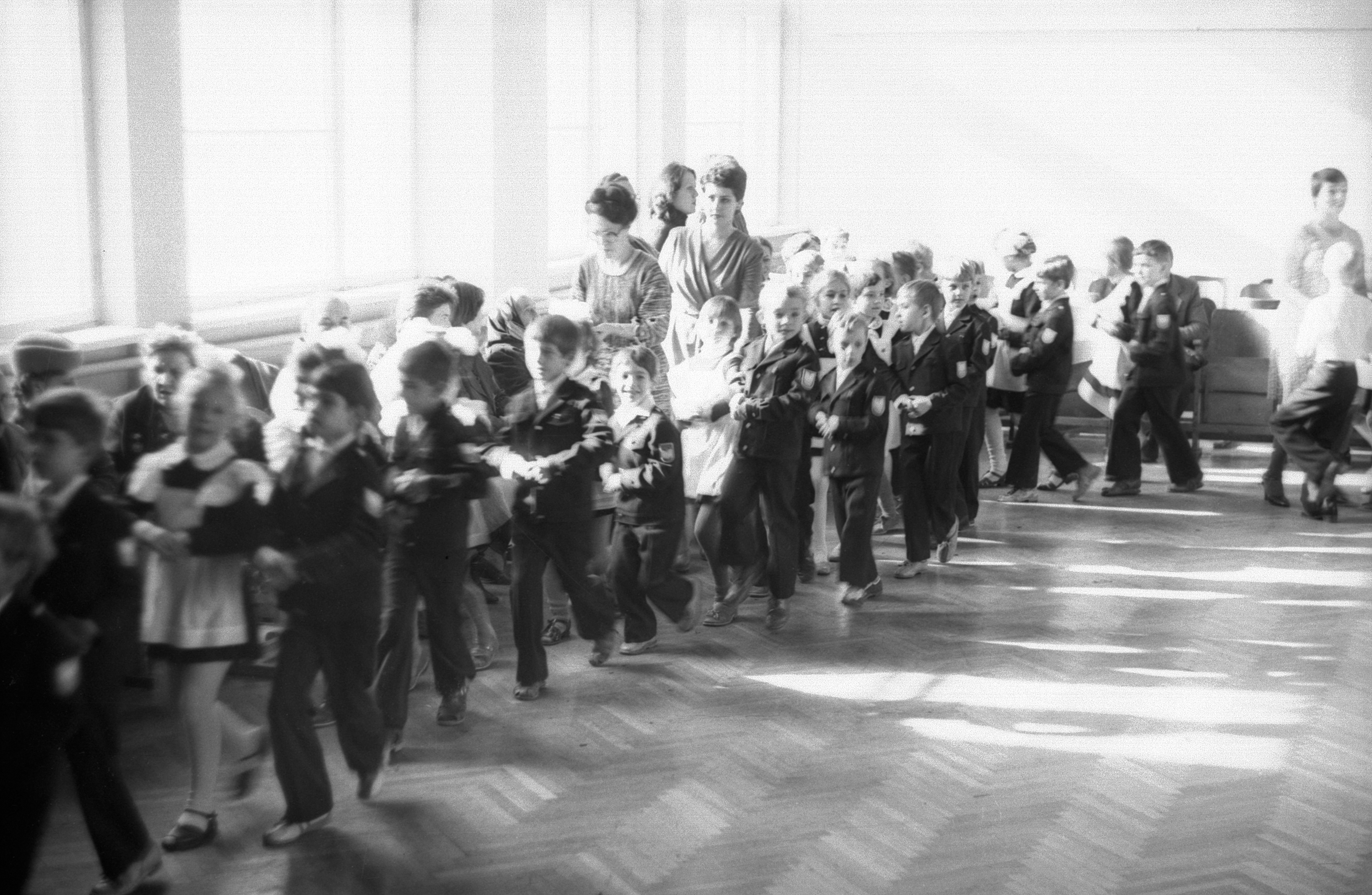
1984年的苏联小学生

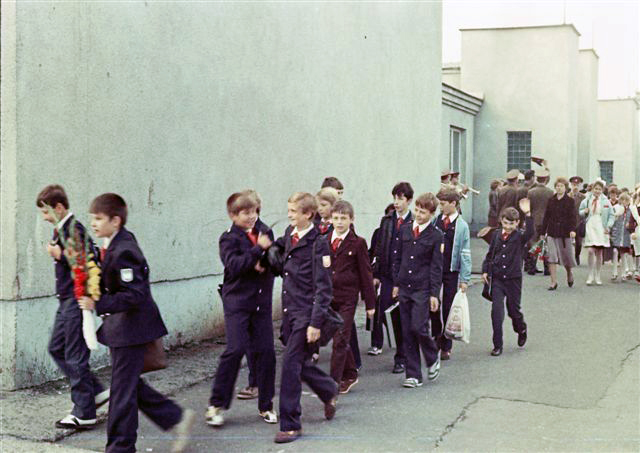
1985年访问捷克斯洛伐克的苏联学生

- 1922年，根據愛因斯坦的廣義相對論，蘇聯科學家亞歷山大·弗里德曼指出，宇宙依然處在膨脹之中。
- 1934年，蘇聯科學家帕维尔·阿列克谢耶维奇·切连科夫發現，運行速度接近光速的粒子，當它穿過液體或半透明物體時發光。這種現象被後來物理學界稱為“切连科夫辐射”。隨後這個原理被廣泛應用於高能物理中，用於檢測帶電粒子並測量它的速度。
- 1954年，蘇聯在奧勃寧斯克建立世界第一座核電站，標誌著人類和平利用原子能的開端。
- 1957年，蘇聯發射世界上第一顆人造地球衛星斯普特尼克1号，從此標誌著人類活動進入太空。
- 1959年，蘇聯空間探測器月球3号发回第一張月球背面的圖片。人類第一次瞭解到月球背面的景象。
- 1961年，蘇聯英雄尤里·加加林乘坐「東方-1」宇宙飞船進入太空，成為第一個進入太空的人類。
- 1962年，蘇聯物理學家列夫·朗道因凝聚態特別是液氦的先驅性理論，被授予1962年諾貝爾物理學獎。
- 1964年，蘇聯物理學家尼古拉·巴索夫、亞歷山大·普羅霍羅夫和美國科學家查爾斯·湯斯共同獲諾貝爾物理獎。表彰他們分別獨立製成微波激射器，並導致激光器的發展。
- 1978年，蘇聯物理學家彼得·卡皮查因從事低溫學方面研究，獲得諾貝爾物理獎。
- 1986年，蘇聯發射和平號太空站，在2001年墜毀以前，它是人類最大的飛行器。

## 文化
蘇聯的文學、藝術、電影、出版工作由蘇聯共產黨控制，并部分允許自由創作。「消極」、「頹廢」的作品（相當於西方的先鋒派藝術）受到限制和被禁止。但是在蘇聯時代一些文學家和藝術家仍然取得偉大成就，例如，詩人葉塞寧，阿赫瑪托娃，獲得諾貝爾文學獎的小說家和詩人帕斯捷爾納克，小說家肖洛霍夫，導演塔可夫斯基，音樂家肖斯塔科維奇、普罗科菲耶夫，舞蹈家烏蘭諾娃等等，他們中許多人不僅在蘇聯，而且在國際上享有崇高的聲譽。
苏联的文化经历几个发展阶段，在十月革命后的第一个十年氛围相对自由，艺术家们运用不同风格进行试验，以创作出独特的苏维埃艺术。列宁同时希望艺术能为俄罗斯人民所理解。而另一方面，上百名知识分子、作家和艺术家被流放或被处决，并将他们的作品查禁，例如葉夫根尼·扎米亞京和尼古拉·古米廖夫。
政府鼓励不同流派的艺术风格，一些实验性质的作品被大量创作出来。此时比较活跃的作家有馬雅科夫斯基和高尔基。由于电影对识字不多的人群具有巨大影响力，故政府鼓励电影创作，此时艾森施泰因创作出许多优秀的作品。
随后在斯大林时期，苏联文化主要为由政府主导的社会主义现实主义艺术，其他的艺术流派受到严重的打压。许多作家也被监禁并处决。
1950年代后期到1960年代早期为赫鲁晓夫的政策缓和时期，审查大幅减少。此时的苏联文化更为关注个人生活，一些实验性质的创作又重新被允许，此时出现一些批评角度的作品。政府更放松对社会主义现实主义的强调，一些小说的主人公转而更关注自身生活的问题而不是建设社会主义，一些不同政见的地下小说也被创作出来。在建筑风格方面，赫鲁晓夫时期的建筑更重视功能性的设计而舍弃斯大林时期繁复的装饰。
1980年代后期，随着戈尔巴乔夫提出经济改革和開放政策，艺术领域和媒体的言论自由进一步扩大。

### 体育
苏联在大型国际综合运动会的成绩：
- 夏季奥运会：395金319银296铜1,010枚奖牌（欧洲第1，世界第2）
- 冬季奥运会：78金57银59铜194枚奖牌（欧洲第3，世界第4）
- 夏季大运会：407金329银253铜989枚奖牌（欧洲第1，世界第2）
- 冬季大运会：95金85银63铜243枚奖牌（欧洲第2，世界第2）
- 世界运动会：15金13银8铜36枚奖牌（欧洲第11，世界第18）

### 假日

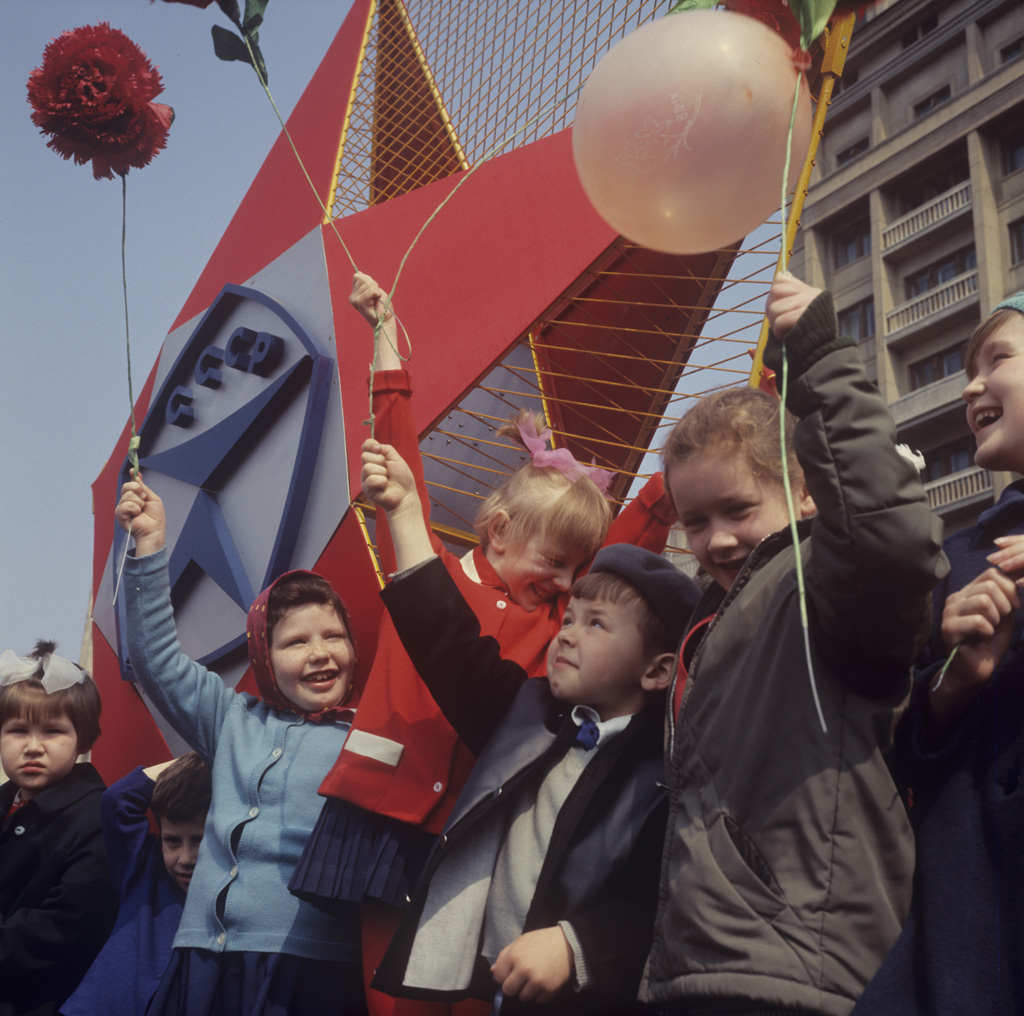
庆祝國際勞動節的苏联儿童

苏联主要有八个公立假日，其他假日与公立假日合计约30个。
| 日期    | 名称           | 俄文名称 | 附注                                                                                 |
| ------- | -------------- | -------- | ------------------------------------------------------------------------------------ |
| 1月1日  | 新年           |          | 通常是每年庆祝规模最大的节日，十月革命后俄罗斯大多数圣诞节期间的习俗被移至新年前夜。 |
| 2月23日 | 红军日         |          | 纪念1918年2月苏联红军的建立。                                                        |
| 3月8日  | 国际妇女节     |          |                                                                                      |
| 4月12日 | 宇航日         |          | 纪念1961年尤里·加加林进行首次载人航天飞行。                                          |
| 5月1日  | 国际劳动节     |          | 在5月1日和2日庆祝。                                                                  |
| 5月9日  | 胜利日         |          | 苏德战争结束日，1945年纳粹德国在这一天投降。                                         |
| 10月7日 | 苏联宪法日     |          | 纪念1977年版苏联宪法通过，1936-1977年间为12月5日。                                   |
| 11月7日 | 十月革命纪念日 |          | 纪念1917年的十月革命，也是国庆日。                                                   |

### 引用
1. ↑  谭桂声. .   [2020-11-24]. （原始内容存档于2021-03-19）.
2. ↑  . Sina.   [2020-11-24]. （原始内容存档于2021-03-25）.
3. ↑   新华社新闻信息报道中的禁用词和慎用词
4. ↑  O'Laughlin, Bridget. . Annual Review of Anthropology（英语：Annual Review of Anthropology）. 1975, 4: 341–370. ISSN 0084-6570. doi:10.1146/annurev.an.04.100175.002013.
5. ↑  Roseberry, William. . Annual Review of Anthropology（英语：Annual Review of Anthropology）. 1997, 26: 25–46. doi:10.1146/annurev.anthro.26.1.25.
6. ↑  Editors, The. . JSTOR Daily. 2022-12-21  [2023-08-21] （美国英语）.
7. ↑  . HISTORY. 2023-03-20  [2023-08-21] （英语）.
8. ↑  .   [2018-04-10]. （原始内容存档于2018-04-10）.
9. ↑  . encyclopedia.ushmm.org.   [2023-08-22]. （原始内容存档于2021-03-16） （中文）.
10. ↑  . HISTORY. 2023-06-26  [2023-08-22] （英语）.
11. ↑  . www.britannica.com. 2023-08-21  [2023-08-22]. （原始内容存档于2020-06-06） （英语）.
12. ↑  . Oxford University Press.   [9 May 2017]. （原始内容存档于2017-10-10）. historical (in general use) a national of the former Soviet Union.
13. ↑  . Imperial War Museums.   [2023-08-22] （英语）.
14. ↑  . www.britannica.com.   [2023-08-22] （英语）.
15. ↑  . HISTORY.   [2023-08-22] （英语）.
16. ↑  . www.britannica.com.   [2023-08-22]. （原始内容存档于2022-01-02） （英语）.
17. ↑  .   [2013-08-04]. （原始内容存档于2013-10-04）.
18. ↑  . Mil.news.sina.com.cn. 2005-11-18  [2017-05-24]. （原始内容存档于2013-10-05）.
19. ↑  Source List and Detailed Death Tolls for the Twentieth Century Hemoclysm （页面存档备份，存于），2007年5月5日检查
20. ↑  2011年10月28日11:47. . Roll.sohu.com. 2011-09-21  [2017-05-24]. （原始内容存档于2021-03-22）.
21. ↑  Fredric Jameson, collected in Marxism Beyond Marxism（1996）ISBN 0-415-91442-6, page 43
22. ↑  Robert Conquest Reflections on a Ravaged Centuryb(2000) ISBN 0-393-04818-7, page 101
23. ↑  沈志华，《一个大国的崛起与崩溃》第六部分：斯大林与中国内战的起源 ISBN 9787509709269
24. ↑  .   [2013-07-03]. （原始内容存档于2013-09-26）.
25. ↑  . 新浪. 《青年参考》. 2005-08-17  [2017-05-24]. （原始内容存档于2016-05-13） （中文）.
26. ↑  . 华夏经纬网. 《学习时报》. 2010-07-08  [2017-05-24]. （原始内容存档于2013-05-20） （中文）.
27. ↑  .   [2013-07-03]. （原始内容存档于2015-04-02）.
28. ↑  . 凤凰网历史.   [2020-09-03]. （原始内容存档于2021-03-17）.
29. ↑  . Cpc.people.com.cn. 2006-06-17  [2017-05-24]. （原始内容存档于2015-08-11）.
30. ↑  . News.ifeng.com.   [2017-05-24]. （原始内容存档于2013-05-14）.
31. 1 2  中国华侨出版社2005年1月出版，韩春萌：《借助贵人成大事》第一章ISBN 9787801209528
32. 1 2 3  .   [2013-06-11]. （原始内容存档于2013-09-27）.
33. ↑  . Newsmth.net. 2016-08-25  [2017-05-24]. （原始内容存档于2020-12-20）.
34. ↑  1974年基辛格通过对叙利亚的外交活动结束阿盟对西方的石油禁运[]
35. ↑  张英姣; 孙启军.《 论苏联勃列日涅夫时期对第三世界扩张的后果》. 当代世界与社会主义. 2010, (03): 188–192. ISSN 1005-6505.
36. ↑  甘, 振军. . 连云港师范高等专科学校学报. 2012, 29 (04): 101–105  [2021-11-23]. ISSN 1009-7740. （原始内容存档于2022-02-28）.
37. ↑  . Newsmth.net. 2016-08-25  [2017-05-24]. （原始内容存档于2020-12-20）.
38. 1 2  中国人民大学出版社2012年出版，（美国）罗伯特·A·达尔：《现代政治分析》ISBN 9787300148724
39. ↑  . euroasia.cssn.cn.   [2024-05-03]. （原始内容存档于2024-05-03）.
40. ↑  . euroasia.cssn.cn.   [2024-05-03]. （原始内容存档于2024-05-03）.
41. ↑  . chinaps.cssn.cn.   [2024-05-03]. （原始内容存档于2024-05-03）.
42. ↑  . chinaps.cssn.cn.   [2024-05-04]. （原始内容存档于2024-05-03）.
43. ↑  . www.zgxwzk.chinanews.com.cn.   [2024-05-04].
44. 1 2  . Theory.people.com.cn.   [2017-05-24]. （原始内容存档于2012-06-09）.
45. ↑  .   [2013-07-05]. （原始内容存档于2021-05-09）.
46. ↑  . BBC News 中文. 2016-12-13  [2020-12-29]. （原始内容存档于2021-04-22） （中文（简体））.
47. ↑  .   [2013-12-31]. （原始内容存档于2013-12-29）.
48. ↑  .   [2023-11-30]. （原始内容存档于2023-12-02）.
49. ↑  .   [2023-11-30]. （原始内容存档于2023-12-02）.
50. ↑  .   [2023-11-30]. （原始内容存档于2023-12-02）.
51. ↑   (PDF).   [2023-11-30]. （原始内容存档 (PDF)于2023-12-02）.
52. ↑  Л. Б. Яковер. Пособие по истории отечества. М.: Сфера 1998 стр.148
53. ↑  . Constitution.garant.ru.   [2017-05-24]. （原始内容存档于2021-05-10）.
54. ↑  . Constitution.garant.ru.   [2017-05-24]. （原始内容存档于2021-05-10）.
55. ↑  . Constitution.garant.ru.   [2017-05-24]. （原始内容存档于2021-05-10）.
56. ↑  'On the other hand...' See the index of Stalin and His Hangmen by Donald Rayfield, 2004, Random House
57. ↑  Rayfield 2004, pp. 317–320.
58. ↑  "Gorbachev, Mikhail." Encyclopædia Britannica. 2007. Encyclopædia Britannica Online. 2 October 2007 <.   [2012-12-21]. （原始内容存档于2008-06-22）.>. "Under his new policy of glasnost("openness"),a major cultural thaw took place: freedoms of expression and of information were significantly expanded; the press and broadcasting were allowed unprecedented candour in their reportage and criticism; and the country's legacy of Stalinist totalitarian rule was eventually completely repudiated by the government."